# Leontopodium
 Leontopodium  R.Br. ex Cass., 1819 è un genere di piante angiosperme dicotiledoni della famiglia delle Asteraceae (sottofamiglia Asteroideae, tribù Gnaphalieae e sottotribù Gnaphaliinae).

## Etimologia
Il nome del genere (Leontopodium) significa letteralmente "piede leonino", ed è un adattamento latino del greco leontopódion (λεοντοπόδιον) da léon (= "leone") e pódion (= "piede"), ed è stato introdotto nella nomenclatura floristica dal botanico Robert Brown, nella pubblicazione Observations on the Natural Family of Plants Called Compositae del 1817 (1819), facendo riferimento alla forma dei capolini fiorali simili ad una zampa di leone. In tedesco prende il nome di Edelweiss.

## Descrizione

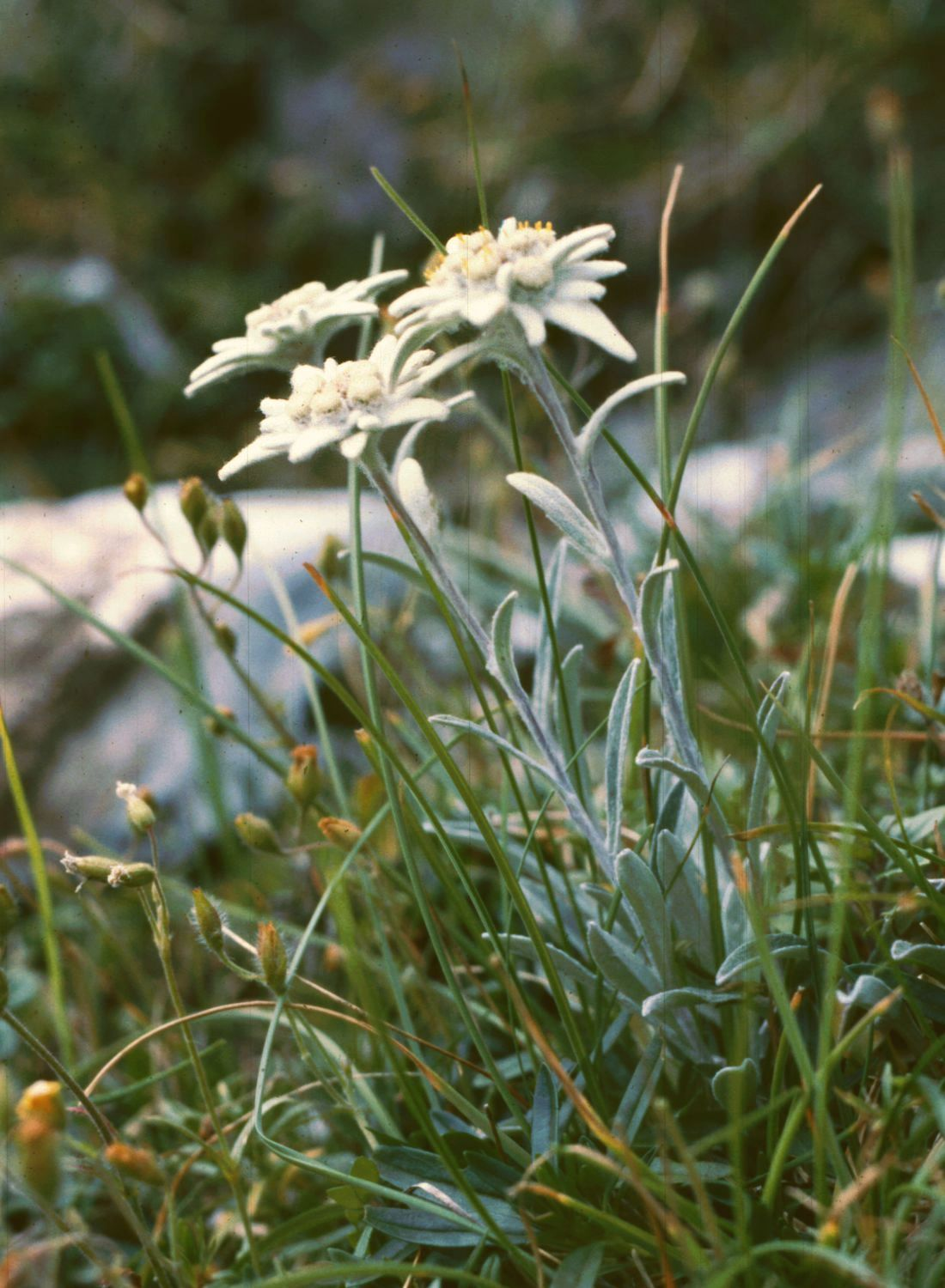
Il portamento
Leontopodium nivale

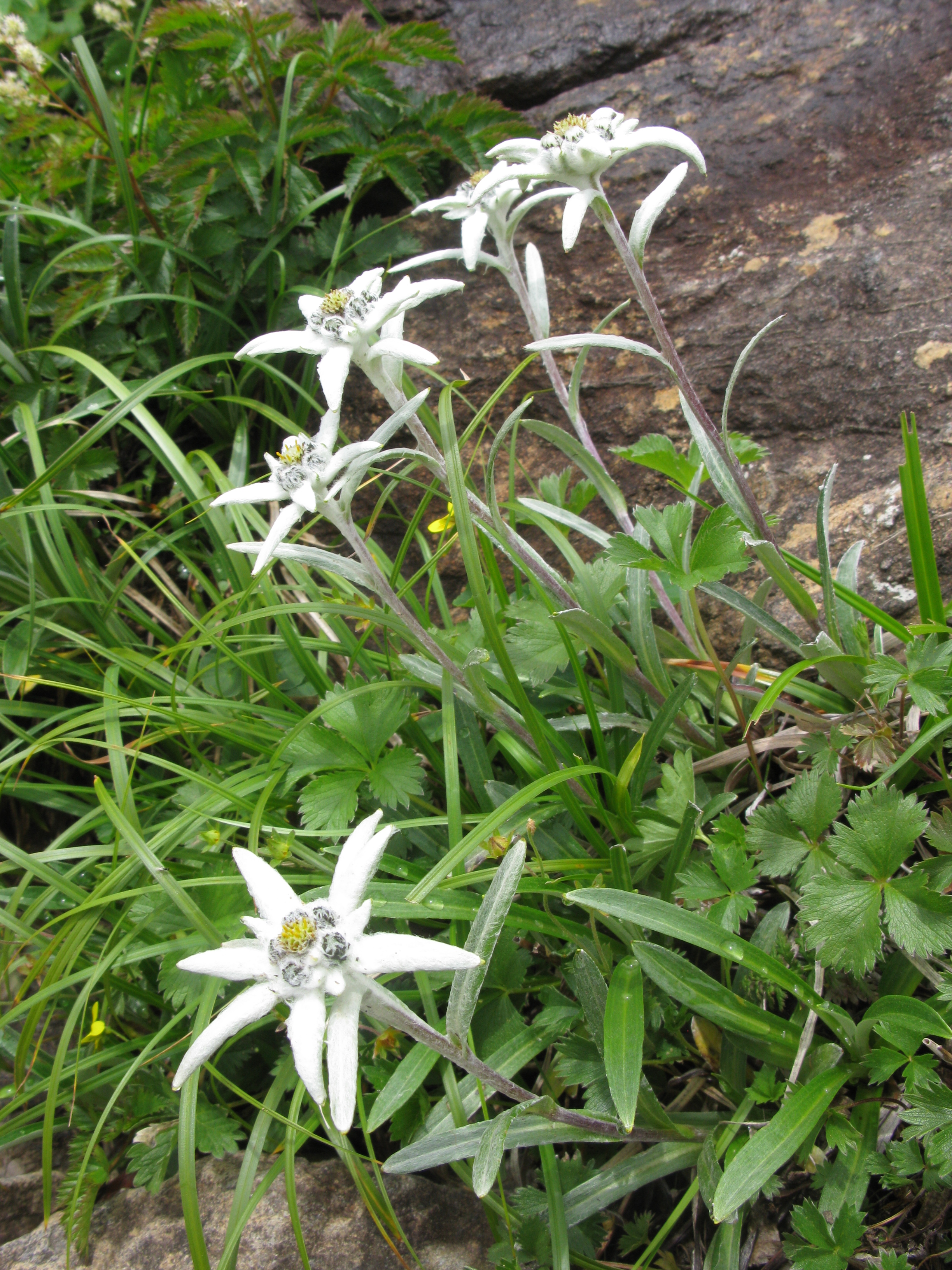
Le foglie
Leontopodium hayachinense

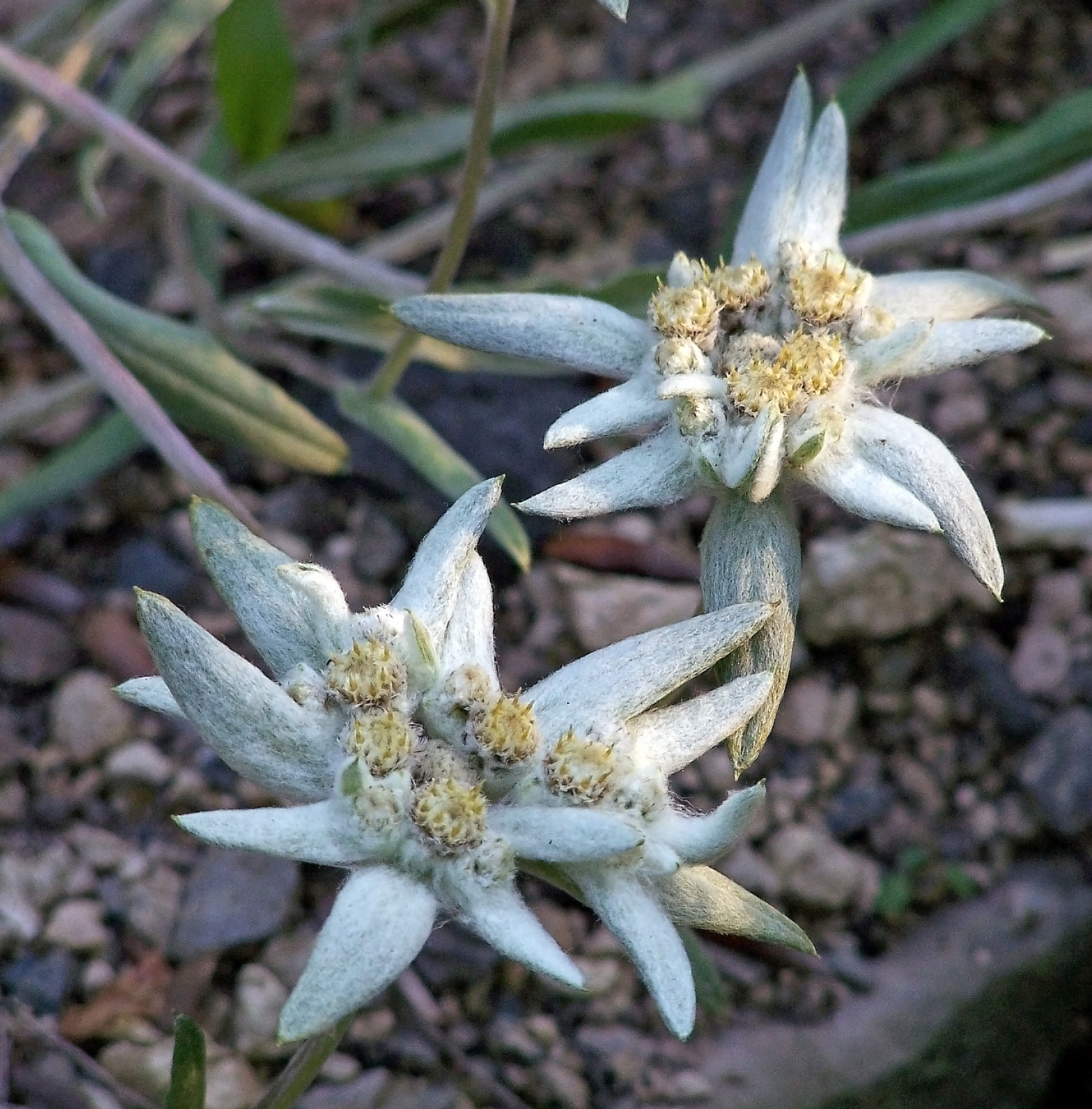
Infiorescenza
Leontopodium calocephalum

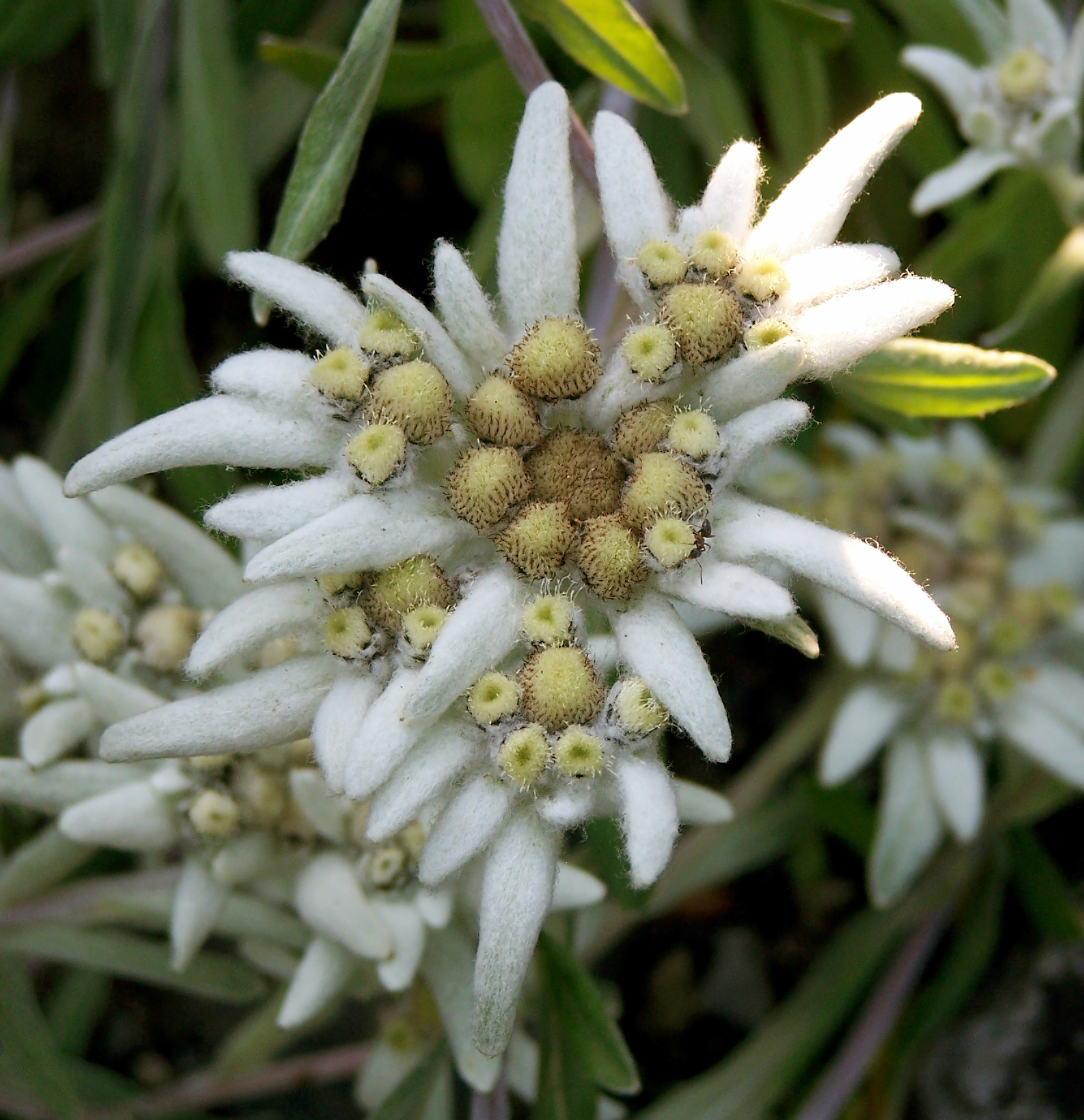
I fiori
Leontopodium leontopodioides

Habitus. Le specie di questo gruppo hanno un habitus di tipo erbaceo perenne. Sono presenti specie dioiche (solo fiori femminili o solo fiori maschili) e piante a portamento cusciniforme (Leontopodium lingianum). La forma biologica tipica è emicriptofita scaposa, ossia sono piante perenni, con gemme svernanti al livello del suolo e protette generalmente dalla neve, dotate di un asse fiorale eretto e spesso con poche foglie. In genere queste specie sono riccamente lanose per limitare l'eccessiva traspirazione in quanto la maggior parte sono originarie di habitat aridi e secchi. Più il sole è intenso, più si ricoprono della fitta inconfondibile lanugine bianco-argento che rende questo fiore così amabile, tenero e morbido all'aspetto. I cauli di queste piante sono provvisti del floema, ma non di canali resiniferi; mentre i sesquiterpeni lattoni sono normalmente assenti (piante senza lattice).
Radici. Le radici sono secondarie da rizoma.
Fusto. Altezza media: 20 – 30 cm. 
- Parte ipogea: la parte sotterranea del fusto consiste in un rizoma.
- Parte epigea: la parte aerea è ascendente, eretta e semplice con poche foglie.

Foglie. Le foglie sono sia basali che cauline. Quelle basali formano una rosetta. Sono sessili, intere (margini continui), piatte con forme oblanceolate, quelle basali, e lanceolate-lineari quelle cauline. A volte le foglie sono concave e involute (Leontopodium lingianum). Entrambe le superfici possono essere tomentose oppure solo quella inferiore come in Leontopodium nivale.
Infiorescenza. Le sinflorescenze sono composte da alcuni (3 - 12) capolini raccolti in glomeruli corimbosi terminali circondati da alcune brattee o foglie fiorali. Le infiorescenze vere e proprie sono formate da un capolino terminale peduncolato (sessile in Leontopodium lingianum) di tipo disciforme (con fiori eterogami). I capolini sono formati da un involucro, con forme da cilindriche a campanulate all'interno del quale un ricettacolo ha la funzione di raccogliere la base dei fiori. L'involucro si compone di diverse vistose foglie bratteali lanceolate, patenti, disposte a stella; la superficie in genere è bianco-lanosa e sono molto più lunghe del diametro del glomerulo di capolini: in effetti è la parte più caratteristica della pianta (assolve alla funzione vessillifera rispetto agli insetti impollinatori). Le brattee dell'involucro, a consistenza cartacea, sono colorate di marrone scuro e disposte su più serie e sono essere connate alla base (strati di stereoma indiviso);  talora possono avere un margine ialino. Il ricettacolo è nudo ossia senza pagliette a protezione della base dei fiori; la forma normalmente è piatta o conica.
Fiori.  I fiori sono tetra-ciclici (formati cioè da 4 verticilli: calice – corolla – androceo – gineceo) e pentameri (calice e corolla formati da 5 elementi). Sono inoltre tubulosi, attinomorfi e si distinguono in:
- fiori del disco esterni: sono femminili e filiformi;
- fiori del disco centrali: sono funzionalmente maschili per aborto degli organi del gineceo oppure talvolta sono ermafroditi; le forme sono tubulari;

In questo gruppo di piante i fiori radiati (ligulati o del raggio) sono assenti; a volte sono confusi con i fiori femminili (tubulosi) del disco esterno più o meno sub-zigomorfi con un lembo piatto e possono essere interpretati come fiori del raggio.
- Formula fiorale:

*/x K {\displaystyle \infty }, [C (5), A (5)], G 2 (infero), achenio
- Calice: i sepali del calice sono ridotti ad una coroncina di squame.
- Corolla: la forma della corolla normalmente è tubolare con 5 lobi (raramente 4); i lobi hanno delle forme da lanceolate o deltate a lineari. I colori della corolla sono da giallastro a bianco.
- Androceo: l'androceo è formato da 5 stami sorretti da filamenti generalmente liberi; gli stami sono connati e formano un manicotto circondante lo stilo; le teche (produttrici del polline) sono prive di sperone, ma hanno la coda (una sola); le appendici apicali delle antere hanno delle forme piatte; il tessuto endoteciale (rivestimento interno dell'antera) è quasi sempre polarizzato (con due superfici distinte: una verso l'esterno e una verso l'interno). Il polline è di tipo echinato (con punte sporgenti) a forma sferica è formato inoltre da due strati di ectesine, mentre lo strato basale è spesso e regolarmente perforato (tipo “gnafaloide”).[7]
- Gineceo: l'ovario è infero uniloculare formato da 2 carpelli. Lo stilo (il recettore del polline) è intero o biforcato con due stigmi nella parte apicale. Gli stigmi hanno una forma troncata (ottusa in Leontopodium lingianum); possono essere ricoperti da minute papille o avere dei penicilli apicali o dorsali. Le superfici stigmatiche sono separate.[7]

Frutti. Dopo la prolungata fioritura, le brattee appassiscono lasciando i capolini femminili fecondati pronti a far maturare i semi. I frutti sono degli acheni granulosi a forma oblungo-ellissoide. Il pappo di colore paglierino è dimorfico e si differenzia in setole capillari nei fiori femminili e setole clavate in quelli maschili. Le setole sono connate alla base in un anello.

## Biologia
Impollinazione: l'impollinazione avviene tramite insetti (impollinazione entomogama tramite farfalle diurne e notturne).

Riproduzione: la fecondazione avviene fondamentalmente tramite l'impollinazione dei fiori (vedi sopra).

Dispersione: i semi (gli acheni) cadendo a terra sono successivamente dispersi soprattutto da insetti tipo formiche (disseminazione mirmecoria). In questo tipo di piante avviene anche un altro tipo di dispersione: zoocoria. Infatti gli uncini delle brattee dell'involucro (se presenti) si agganciano ai peli degli animali di passaggio disperdendo così anche su lunghe distanze i semi della pianta. Inoltre per merito del pappo il vento può trasportare i semi anche a distanza di alcuni chilometri (disseminazione anemocora).

## Distribuzione e habitat
Le specie di questo genere crescono spontaneamente in Asia (India, Cina e Giappone) sulle Ande, sulle Alpi europee e sugli Appennini in particolare l'Appennino Abruzzese. L'habitat tipico sono le zone aride montuose. Il centro della diversità è l'areale sino-himalayano e le regioni nel sud-ovest della Cina, dove si trovano circa una dozzina di specie.

## Tassonomia
La famiglia di appartenenza di questa voce (Asteraceae o Compositae, nomen conservandum) probabilmente originaria del Sud America, è la più numerosa del mondo vegetale, comprende oltre 23.000 specie distribuite su 1.535 generi, oppure 22.750 specie e 1.530 generi secondo altre fonti (una delle checklist più aggiornata elenca fino a 1.679 generi). La famiglia attualmente (2021) è divisa in 16 sottofamiglie; la sottofamiglia Asteroideae è una di queste e rappresenta l'evoluzione più recente di tutta la famiglia.

### Filogenesi
Il genere di questa voce è descritto nella tribù Gnaphalieae, una delle 21 tribù della sottofamiglia Asteroideae. Da un punto di vista filogenetico, la tribù Gnaphalieae fa parte del supergruppo (o sottofamiglia) "Asteroideae grade"; l'altro è il supergruppo "Non-Asteroideae" contenente il resto delle sottofamiglie delle Asteraceae. All'interno del supergruppo è vicina alle tribù Senecioneae, Calenduleae, Astereae e Anthemideae.
La sottotribù Gnaphaliinae è caratterizzata da portamenti di vario tipo con specie ginomonoiche e monoiche, da foglie con margini interi, da capolini disciformi omogami o eterogami e raramente radiati (o subradiati), dallo stilo con rami troncati e superfici stigmatiche separate apicalmente, da acheni glabri o con tricomi allungati e pappo ridotto.
Il genere  Leontopodium appartiene al clade Flag, un gruppo informale monofiletico della sottotribù Gnaphaliinae che occupa una posizione più o meno "basale" e con il clade Australasian forma un "gruppo fratello". Il clade "FLAG" prende il nome dai suoi quattro generi più grandi: Filago, Leontopodium, Antennaria e Gamochaeta. Ricerche sul DNA delle varie specie di questo genere suggeriscono una sua possibile origine allopoliploide con un antenato vicino alla specie Gnaphalium uliginosum (il tipo di "Gnaphalium"). In questo gruppo sono presenti specie dioiche (solo fiori femminili o solo fiori maschili) e piante a portamento cusciniforme. I capolini, in formazioni corimbose o spiciformi, possono essere sottesi da foglie bratteali. Il ricettacolo in alcuni casi è squamoso.
Il "Flag clade", da un punto di vista filogenetico, può essere suddiviso in due parti: il "Lucilia-group" basato sui tricomi degli acheni e il resto del clade (in posizione "basale" - "Gruppo basale") considerato "gruppo fratello" del primo. Nel "Lucilia-group" sono stati individuati 7 sottocladi ben supportati. Nelle analisi sono stati considerati alcuni caratteri dei tricomi degli acheni quali la globosità delle cellule basali, il portamento clavato e la lunghezza dei tricomi.
Il genere di questa voce è posizionato all'interno del "Gruppo basale" ed fratello del "Lucilia-group". Le specie di questo genere si differenziano da quelle di Gnaphalium per le sinflorescenze composte da parecchi capolini all'apice dei fusti con una infiorescenza a sviluppo orizzontale e sottesa da foglie bratteali raggianti. I singoli capolini spesso sono solo femminili o solo maschili.
È un genere con specie apomittiche (piante a propagazione stolonifera) e quindi di difficile studio. L'origine di questo genere sono le zone montuose calde e aride degli altopiani desertici dell'Asia Centrale. I rilievi montuosi asiatici formatisi nel Miocene hanno contribuito in modo fondamentale alla formazione di varie specie alpine oloartiche. In seguito alcune specie (come ad esempio Leontopodium nivale) si sono diffuse in Europa durante le ultime glaciazioni. Il collegamento con le specie asiatiche è dimostrato ampiamente da diversi studi fatti sul genere Leontopodium dai quali risultano gli stretti rapporti filogenetici di parentela con le specie asiatiche pur considerando la notevole disgiunzione geografica tra i due areali. Lo studio appena citato, analizzando le sequenze del ribosoma nucleare e plastidiale di diverse specie del genere Lenotopodium sia europee che asiatiche, ha evidenziato una sostanziale monofilia del gruppo (compreso il genere sinonimo Sinoleontopodium monospecifico), identificando all'interno tre gruppi filogenetici, uno di quali è quello europeo che pur formando un gruppo distinto geneticamente risulta in realtà poco divergente dai “parenti” tibetani indicando quindi una separazione avvenuta in tempi relativamente recenti.
All'interno del genere sono stati individuati una decina di gruppi suddivisi tra due sezioni (sect. Alpina e sect. Nobilia). Il gruppo "A" della sect. Alpina comprende tre popolazioni europee (una in Svizzera e due in Bulgaria).
Il cladogramma seguente, tratto dallo studio citato e semplificato, mostra una possibile configurazione filogenetica di questo gruppo evidenziando il genere di questa voce.
|  | \| \| (Lucilia group) \| \| \| \| \| \| Leontopodium \| \| \| \| |
|  |                                                                  |
|  | Omalotheca                                                       |
|  |                                                                  |
|  | (Lucilia group)                                                  |
|  |                                                                  |
|  | Leontopodium                                                     |
|  |                                                                  |

|  | (Lucilia group) |
|  |                 |
|  | Leontopodium    |
|  |                 |

|  | \| \| Psilocarphus \| \| \| \| \| \| Micropus \| \| \| \| |
|  |                                                           |
|  | Hesperevax                                                |
|  |                                                           |
|  | Psilocarphus                                              |
|  |                                                           |
|  | Micropus                                                  |
|  |                                                           |

|  | Psilocarphus |
|  |              |
|  | Micropus     |
|  |              |

|  | Logfia     |
|  |            |
|  | Stylocline |
|  |            |

|  | \| \| Psilocarphus \| \| \| \| \| \| Micropus \| \| \| \| |
|  |                                                           |
|  | Hesperevax                                                |
|  |                                                           |
|  | Psilocarphus                                              |
|  |                                                           |
|  | Micropus                                                  |
|  |                                                           |

|  | Psilocarphus |
|  |              |
|  | Micropus     |
|  |              |

|  | Logfia     |
|  |            |
|  | Stylocline |
|  |            |

|  | \| \| Psilocarphus \| \| \| \| \| \| Micropus \| \| \| \| |
|  |                                                           |
|  | Hesperevax                                                |
|  |                                                           |
|  | Psilocarphus                                              |
|  |                                                           |
|  | Micropus                                                  |
|  |                                                           |

|  | Psilocarphus |
|  |              |
|  | Micropus     |
|  |              |

|  | Logfia     |
|  |            |
|  | Stylocline |
|  |            |

|  | \| \| Psilocarphus \| \| \| \| \| \| Micropus \| \| \| \| |
|  |                                                           |
|  | Hesperevax                                                |
|  |                                                           |
|  | Psilocarphus                                              |
|  |                                                           |
|  | Micropus                                                  |
|  |                                                           |

|  | Psilocarphus |
|  |              |
|  | Micropus     |
|  |              |

|  | Logfia     |
|  |            |
|  | Stylocline |
|  |            |

|  | \| \| (Lucilia group) \| \| \| \| \| \| Leontopodium \| \| \| \| |
|  |                                                                  |
|  | Omalotheca                                                       |
|  |                                                                  |
|  | (Lucilia group)                                                  |
|  |                                                                  |
|  | Leontopodium                                                     |
|  |                                                                  |

|  | (Lucilia group) |
|  |                 |
|  | Leontopodium    |
|  |                 |

|  | \| \| Psilocarphus \| \| \| \| \| \| Micropus \| \| \| \| |
|  |                                                           |
|  | Hesperevax                                                |
|  |                                                           |
|  | Psilocarphus                                              |
|  |                                                           |
|  | Micropus                                                  |
|  |                                                           |

|  | Psilocarphus |
|  |              |
|  | Micropus     |
|  |              |

|  | Logfia     |
|  |            |
|  | Stylocline |
|  |            |

|  | \| \| Psilocarphus \| \| \| \| \| \| Micropus \| \| \| \| |
|  |                                                           |
|  | Hesperevax                                                |
|  |                                                           |
|  | Psilocarphus                                              |
|  |                                                           |
|  | Micropus                                                  |
|  |                                                           |

|  | Psilocarphus |
|  |              |
|  | Micropus     |
|  |              |

|  | Logfia     |
|  |            |
|  | Stylocline |
|  |            |

|  | \| \| Psilocarphus \| \| \| \| \| \| Micropus \| \| \| \| |
|  |                                                           |
|  | Hesperevax                                                |
|  |                                                           |
|  | Psilocarphus                                              |
|  |                                                           |
|  | Micropus                                                  |
|  |                                                           |

|  | Psilocarphus |
|  |              |
|  | Micropus     |
|  |              |

|  | Logfia     |
|  |            |
|  | Stylocline |
|  |            |

|  | \| \| Psilocarphus \| \| \| \| \| \| Micropus \| \| \| \| |
|  |                                                           |
|  | Hesperevax                                                |
|  |                                                           |
|  | Psilocarphus                                              |
|  |                                                           |
|  | Micropus                                                  |
|  |                                                           |

|  | Psilocarphus |
|  |              |
|  | Micropus     |
|  |              |

|  | Logfia     |
|  |            |
|  | Stylocline |
|  |            |

|  | Filago       |
|  |              |
|  | Bombycilaena |
|  |              |

|  | \| \| (Lucilia group) \| \| \| \| \| \| Leontopodium \| \| \| \| |
|  |                                                                  |
|  | Omalotheca                                                       |
|  |                                                                  |
|  | (Lucilia group)                                                  |
|  |                                                                  |
|  | Leontopodium                                                     |
|  |                                                                  |

|  | (Lucilia group) |
|  |                 |
|  | Leontopodium    |
|  |                 |

|  | \| \| Psilocarphus \| \| \| \| \| \| Micropus \| \| \| \| |
|  |                                                           |
|  | Hesperevax                                                |
|  |                                                           |
|  | Psilocarphus                                              |
|  |                                                           |
|  | Micropus                                                  |
|  |                                                           |

|  | Psilocarphus |
|  |              |
|  | Micropus     |
|  |              |

|  | Logfia     |
|  |            |
|  | Stylocline |
|  |            |

|  | \| \| Psilocarphus \| \| \| \| \| \| Micropus \| \| \| \| |
|  |                                                           |
|  | Hesperevax                                                |
|  |                                                           |
|  | Psilocarphus                                              |
|  |                                                           |
|  | Micropus                                                  |
|  |                                                           |

|  | Psilocarphus |
|  |              |
|  | Micropus     |
|  |              |

|  | Logfia     |
|  |            |
|  | Stylocline |
|  |            |

|  | \| \| Psilocarphus \| \| \| \| \| \| Micropus \| \| \| \| |
|  |                                                           |
|  | Hesperevax                                                |
|  |                                                           |
|  | Psilocarphus                                              |
|  |                                                           |
|  | Micropus                                                  |
|  |                                                           |

|  | Psilocarphus |
|  |              |
|  | Micropus     |
|  |              |

|  | Logfia     |
|  |            |
|  | Stylocline |
|  |            |

|  | \| \| Psilocarphus \| \| \| \| \| \| Micropus \| \| \| \| |
|  |                                                           |
|  | Hesperevax                                                |
|  |                                                           |
|  | Psilocarphus                                              |
|  |                                                           |
|  | Micropus                                                  |
|  |                                                           |

|  | Psilocarphus |
|  |              |
|  | Micropus     |
|  |              |

|  | Logfia     |
|  |            |
|  | Stylocline |
|  |            |

|  | \| \| (Lucilia group) \| \| \| \| \| \| Leontopodium \| \| \| \| |
|  |                                                                  |
|  | Omalotheca                                                       |
|  |                                                                  |
|  | (Lucilia group)                                                  |
|  |                                                                  |
|  | Leontopodium                                                     |
|  |                                                                  |

|  | (Lucilia group) |
|  |                 |
|  | Leontopodium    |
|  |                 |

|  | \| \| Psilocarphus \| \| \| \| \| \| Micropus \| \| \| \| |
|  |                                                           |
|  | Hesperevax                                                |
|  |                                                           |
|  | Psilocarphus                                              |
|  |                                                           |
|  | Micropus                                                  |
|  |                                                           |

|  | Psilocarphus |
|  |              |
|  | Micropus     |
|  |              |

|  | Logfia     |
|  |            |
|  | Stylocline |
|  |            |

|  | \| \| Psilocarphus \| \| \| \| \| \| Micropus \| \| \| \| |
|  |                                                           |
|  | Hesperevax                                                |
|  |                                                           |
|  | Psilocarphus                                              |
|  |                                                           |
|  | Micropus                                                  |
|  |                                                           |

|  | Psilocarphus |
|  |              |
|  | Micropus     |
|  |              |

|  | Logfia     |
|  |            |
|  | Stylocline |
|  |            |

|  | \| \| Psilocarphus \| \| \| \| \| \| Micropus \| \| \| \| |
|  |                                                           |
|  | Hesperevax                                                |
|  |                                                           |
|  | Psilocarphus                                              |
|  |                                                           |
|  | Micropus                                                  |
|  |                                                           |

|  | Psilocarphus |
|  |              |
|  | Micropus     |
|  |              |

|  | Logfia     |
|  |            |
|  | Stylocline |
|  |            |

|  | \| \| Psilocarphus \| \| \| \| \| \| Micropus \| \| \| \| |
|  |                                                           |
|  | Hesperevax                                                |
|  |                                                           |
|  | Psilocarphus                                              |
|  |                                                           |
|  | Micropus                                                  |
|  |                                                           |

|  | Psilocarphus |
|  |              |
|  | Micropus     |
|  |              |

|  | Logfia     |
|  |            |
|  | Stylocline |
|  |            |

|  | Filago       |
|  |              |
|  | Bombycilaena |
|  |              |

I caratteri distintivi del genere  Leontopodium sono:
- sono presenti piante dioiche ossia solo fiori femminili o solo fiori maschili (Leontopodium lingianum);
- i fiori esterni sono gialli (Leontopodium lingianum);
- i fiori centrali sono funzionalmente maschili.

Il numero cromosomico delle specie di questo genere è: 2n = 14, 24, 26, 28, 44, 48, 50, 52 e 104.

### Elenco delle specie
Questo genere ha 56 specie:
A - B - C
- Leontopodium andersonii C.B.Clarke
- Leontopodium antennarioides  Soczava
- Leontopodium artemisiifolium  Beauverd
- Leontopodium aurantiacum  Hand.-Mazz.
- Leontopodium blagoveshczenskyi  Vorosch.
- Leontopodium brachyactis  Gand.
- Leontopodium caespitosum  Diels
- Leontopodium calocephalum  Beauverd
- Leontopodium campestre  (Ledeb.) Hand.-Mazz.
- Leontopodium charkeviczii  Barkalov
- Leontopodium conglobatum  (Turcz.) Hand.-Mazz.
- Leontopodium coreanum  Nakai

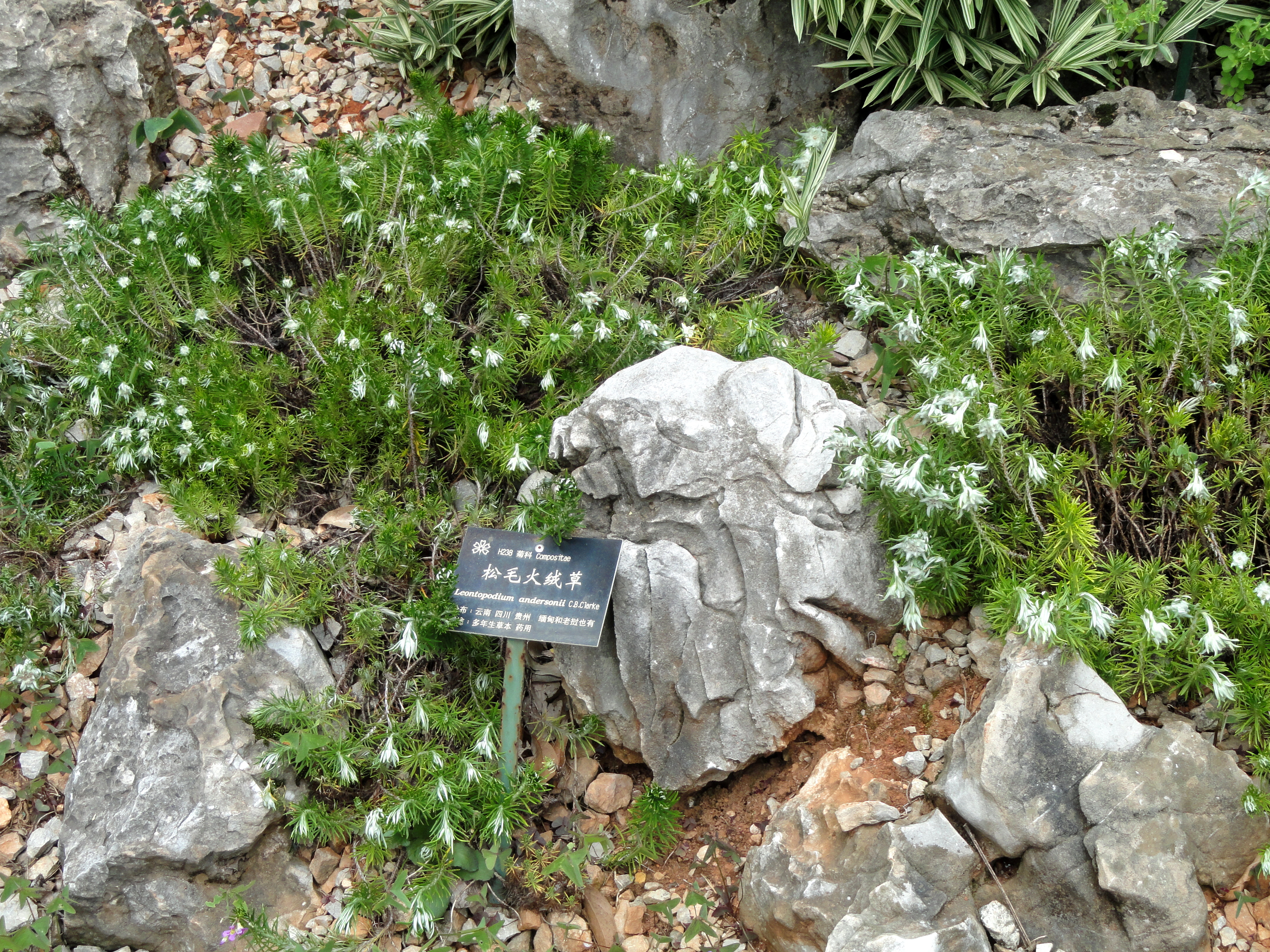
Leontopodium andersonii
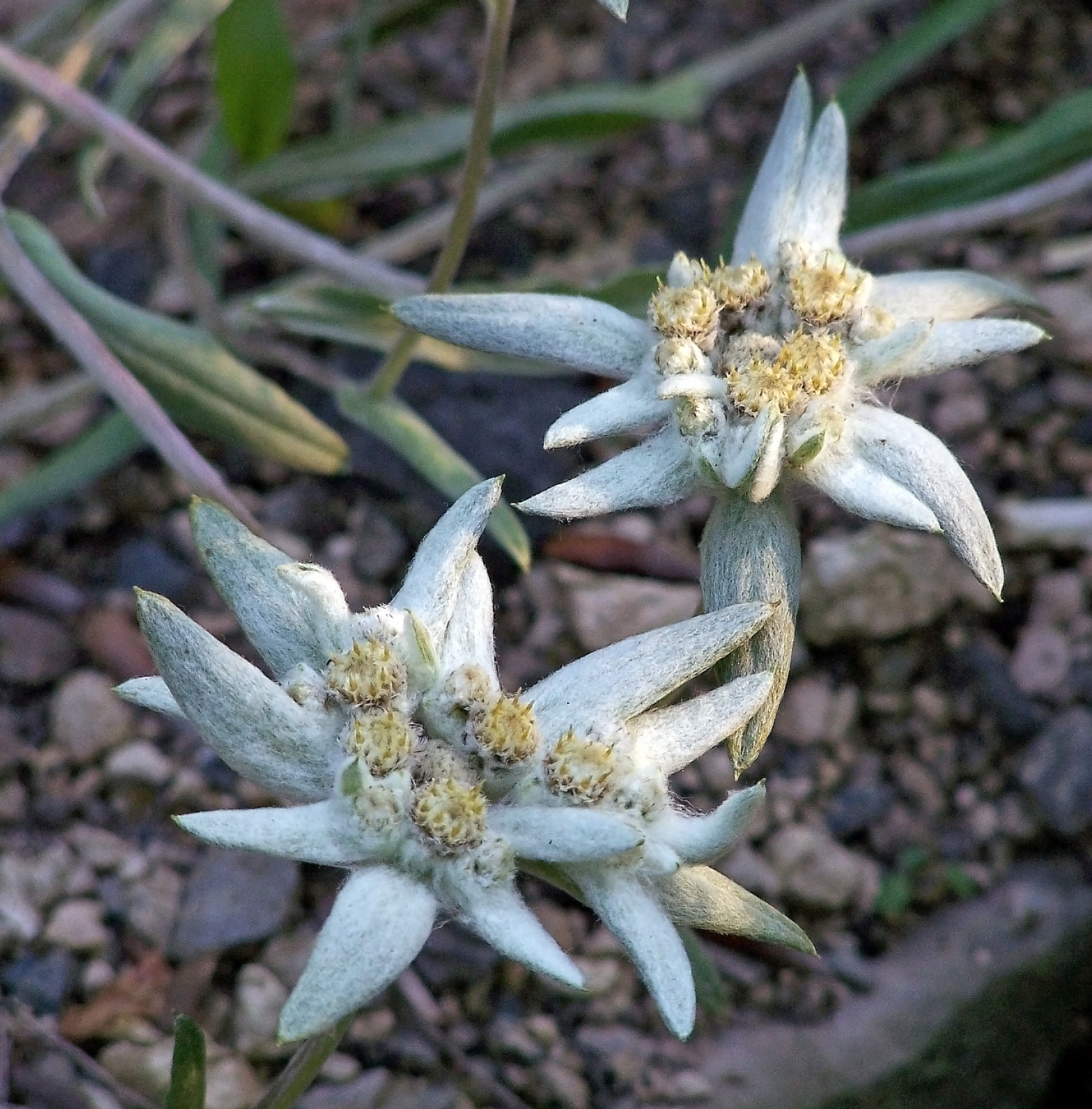
Leontopodium calocephalum
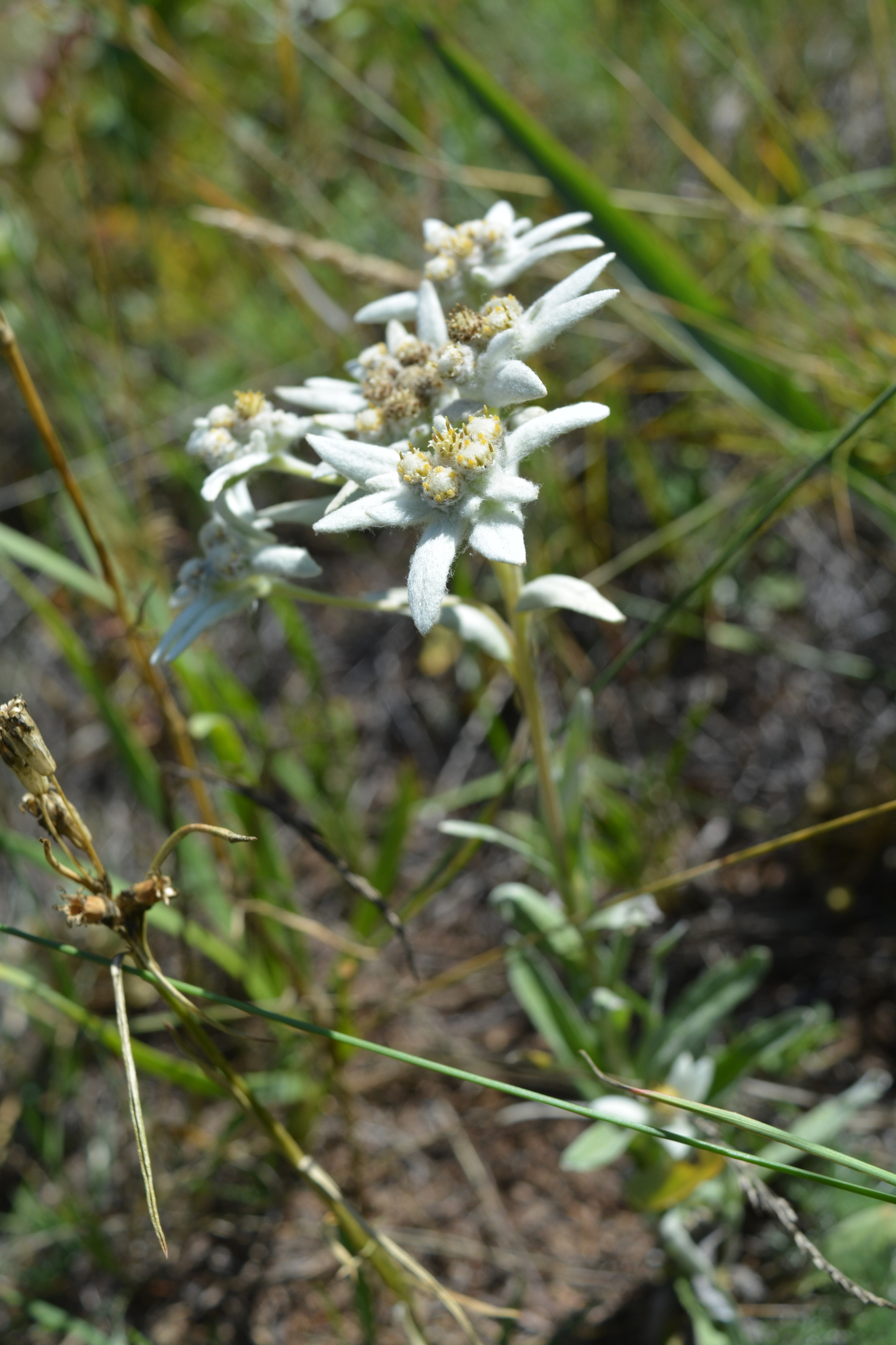
Leontopodium conglobatum
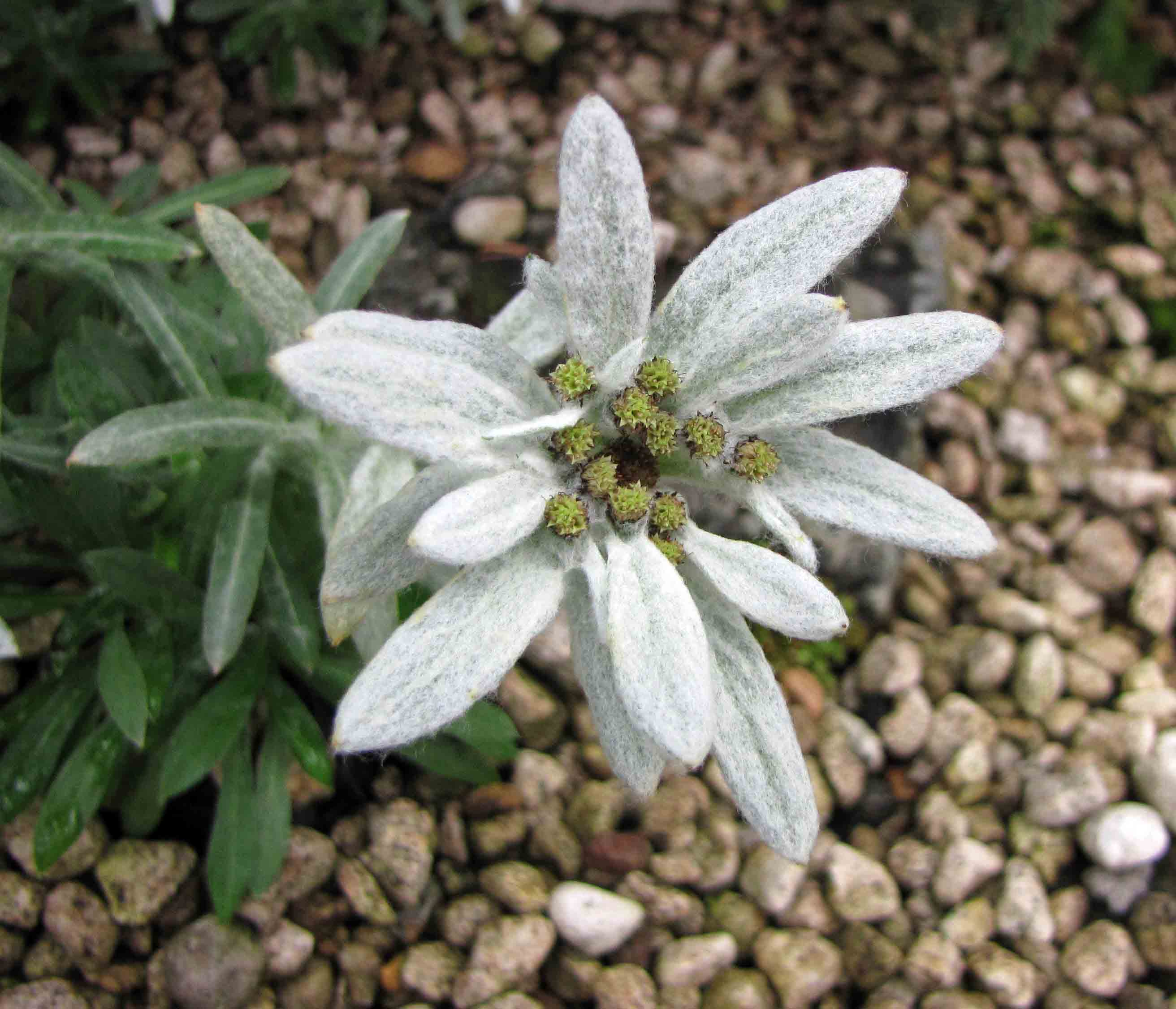
Leontopodium coreanum

D - F - G
- Leontopodium dedekensi  Beauverd
- Leontopodium delavayanum  Hand.-Mazz.
- Leontopodium discolor  Beauverd
- Leontopodium fangingense  Y.Ling
- Leontopodium fauriei  Hand.-Mazz.
- Leontopodium forrestianum  Hand.-Mazz.
- Leontopodium franchetii  Beauverd
- Leontopodium giraldii  Diels

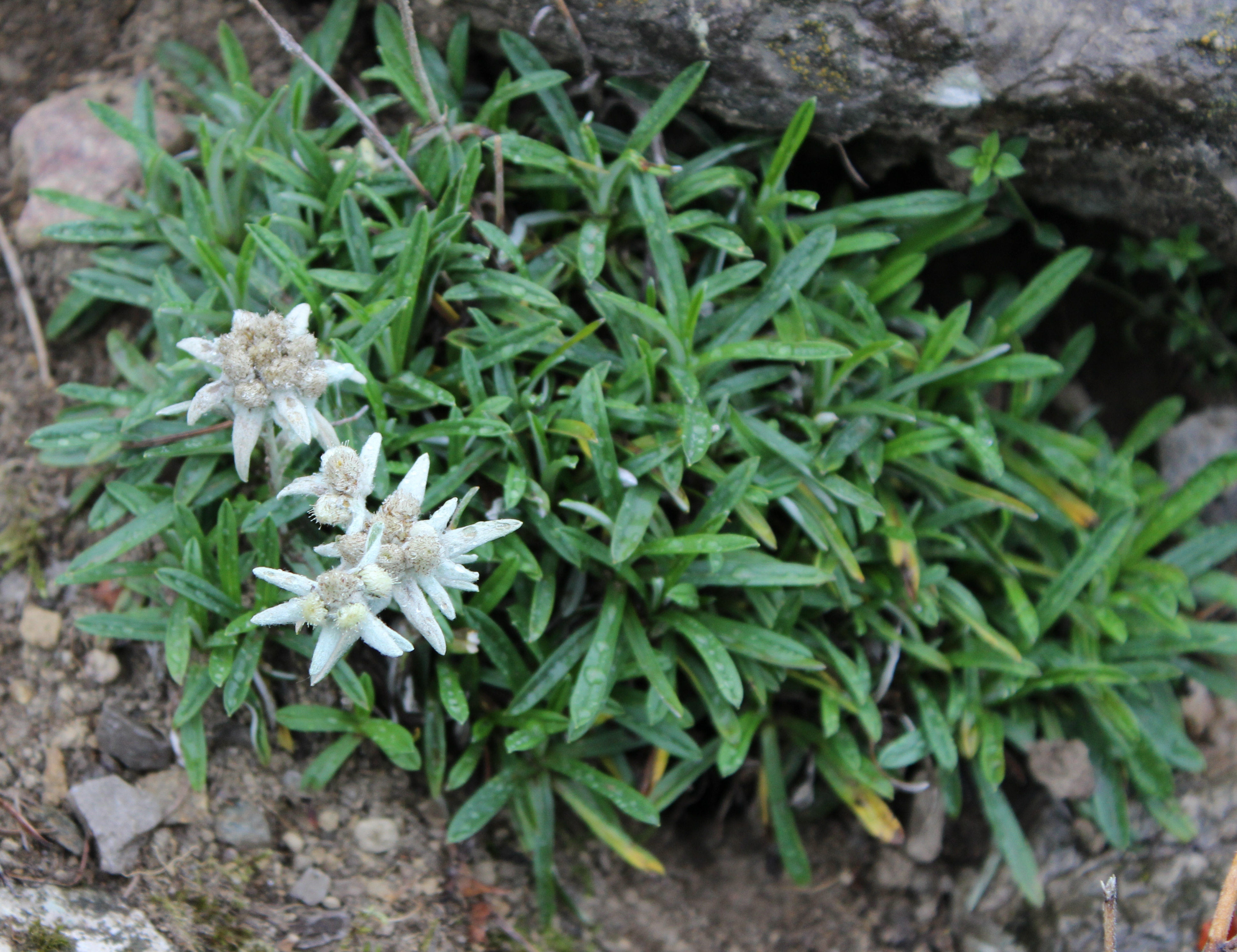
Leontopodium discolor
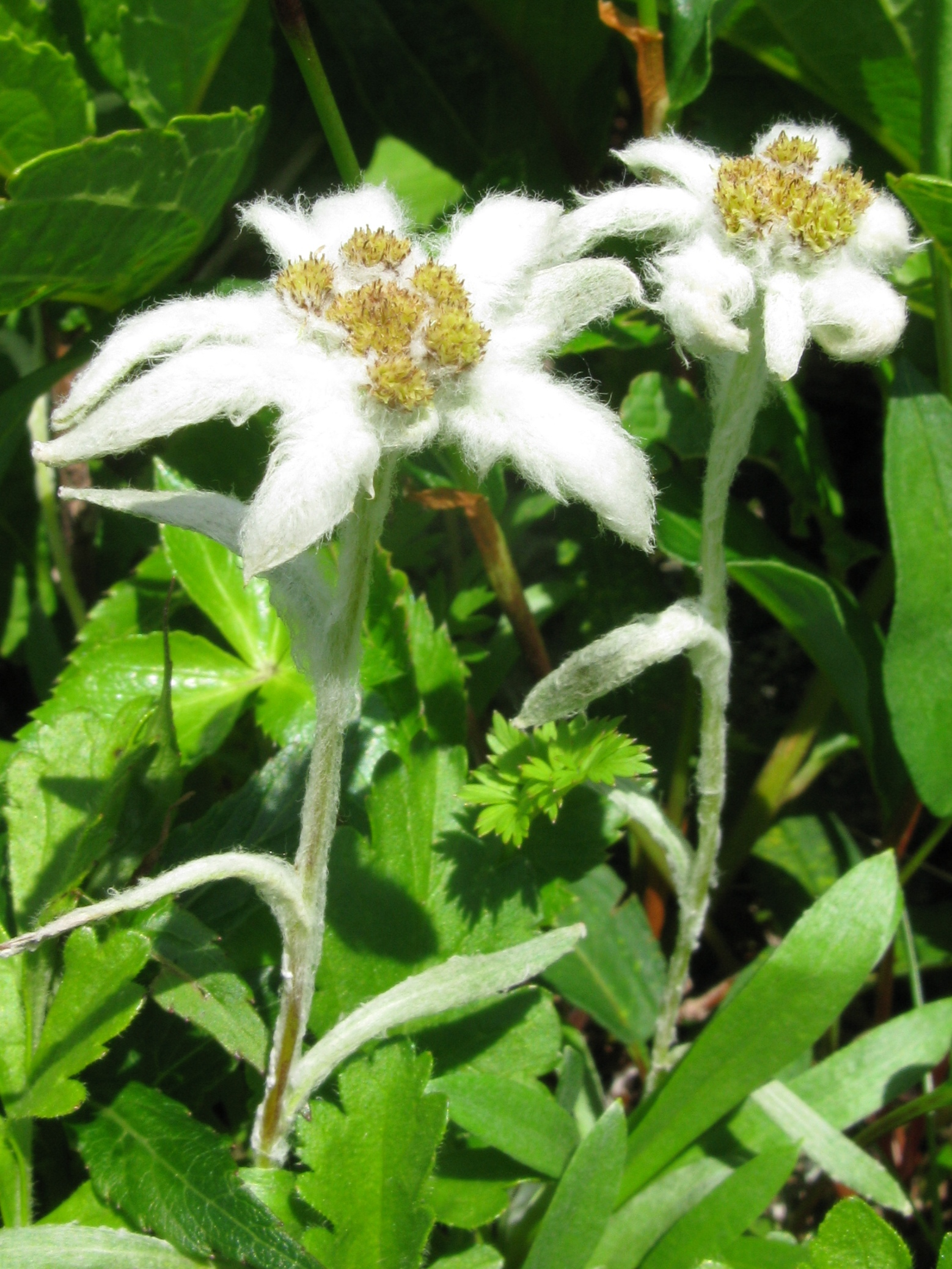
Leontopodium fauriei
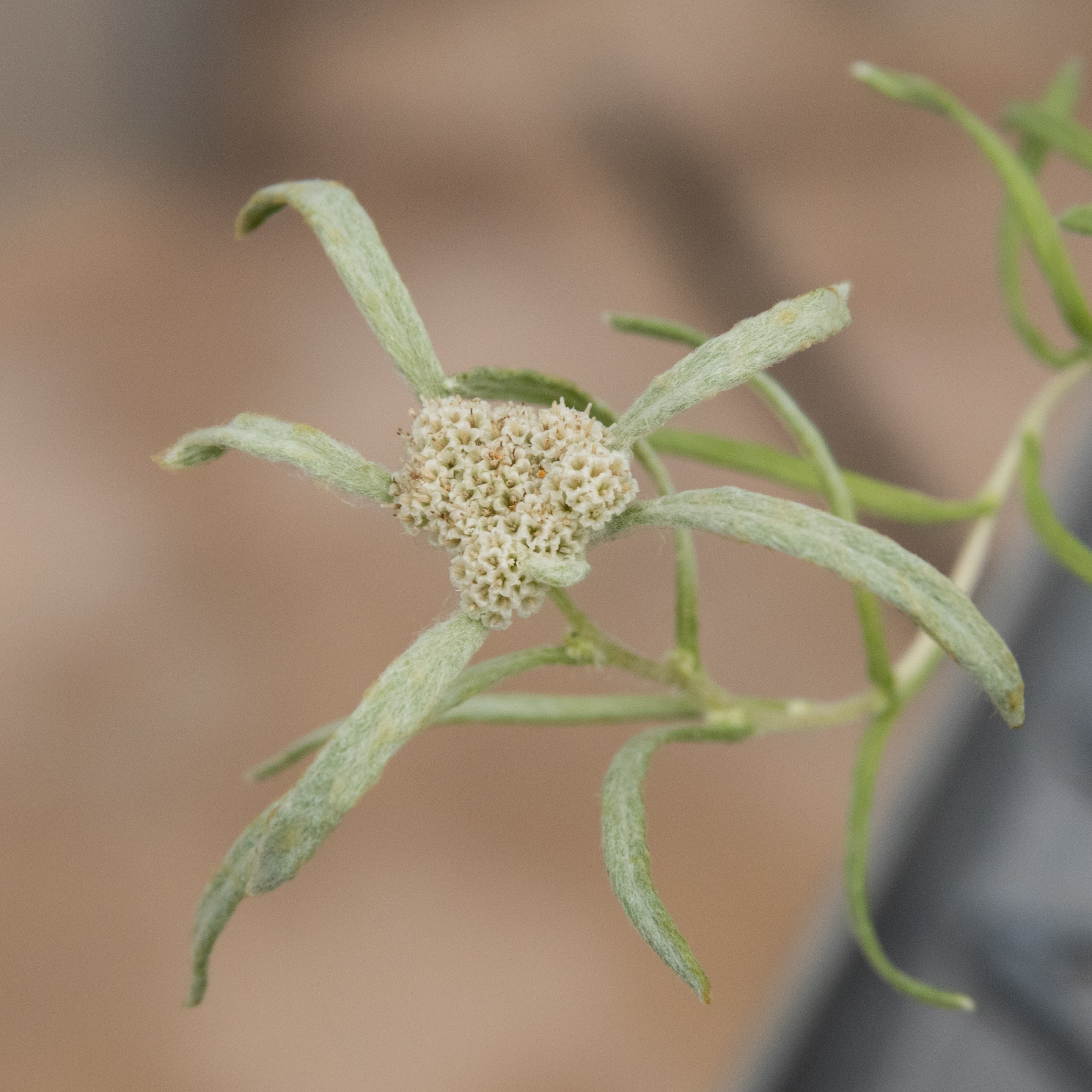
Leontopodium franchetii

H - J - K
- Leontopodium haastioides  Hand.-Mazz.
- Leontopodium haplophylloides  Hand.-Mazz.
- Leontopodium hayachinense  (Takeda) H.Hara & Kitam.
- Leontopodium himalayanum  DC.
- Leontopodium jacotianum  Beauverd
- Leontopodium japonicum  Miq.
- Leontopodium junpeianum  Kitam.
- Leontopodium kamtschaticum  Kom.
- Leontopodium kurilense  Takeda

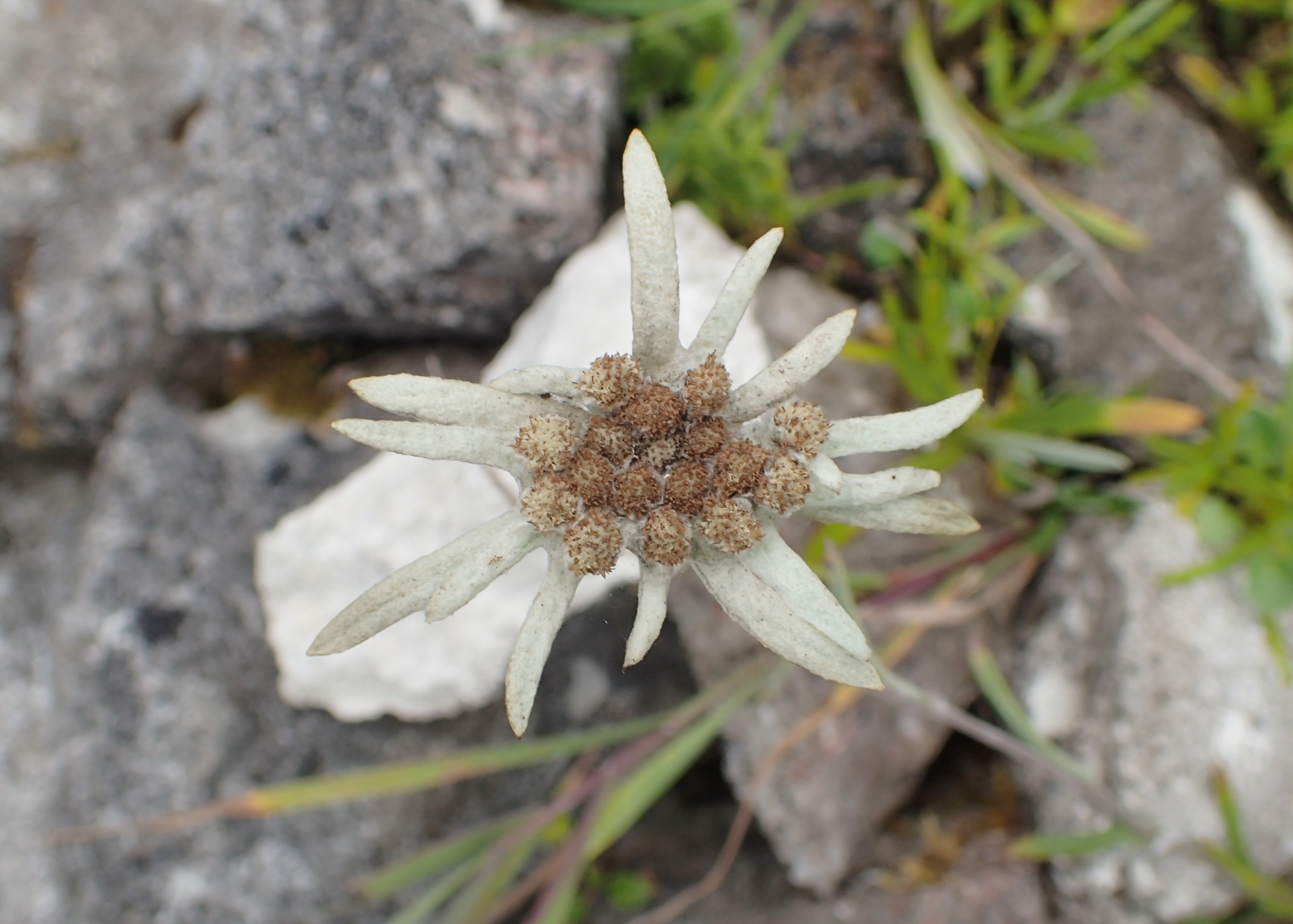
Leontopodium haplophylloides
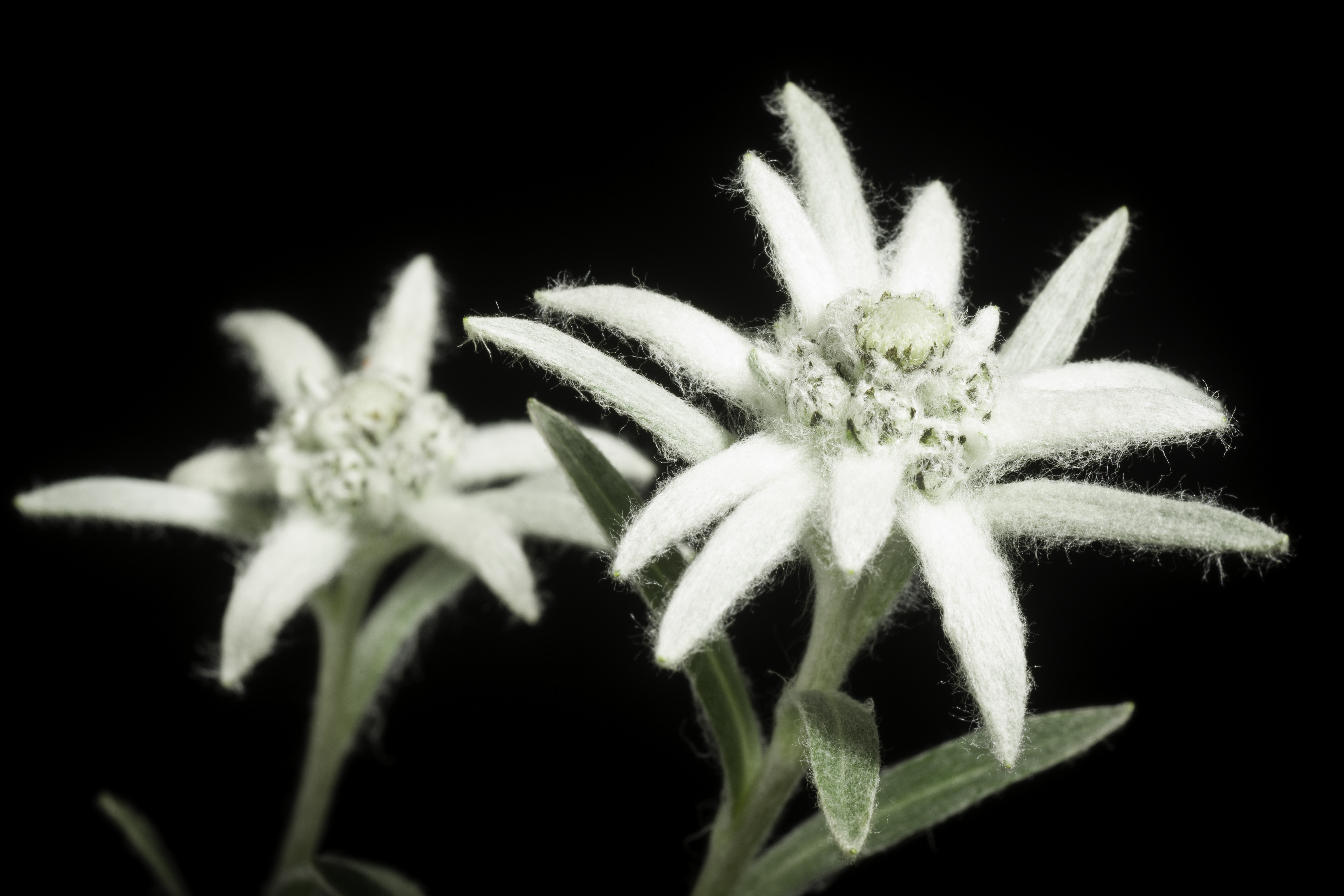
Leontopodium hayachinense
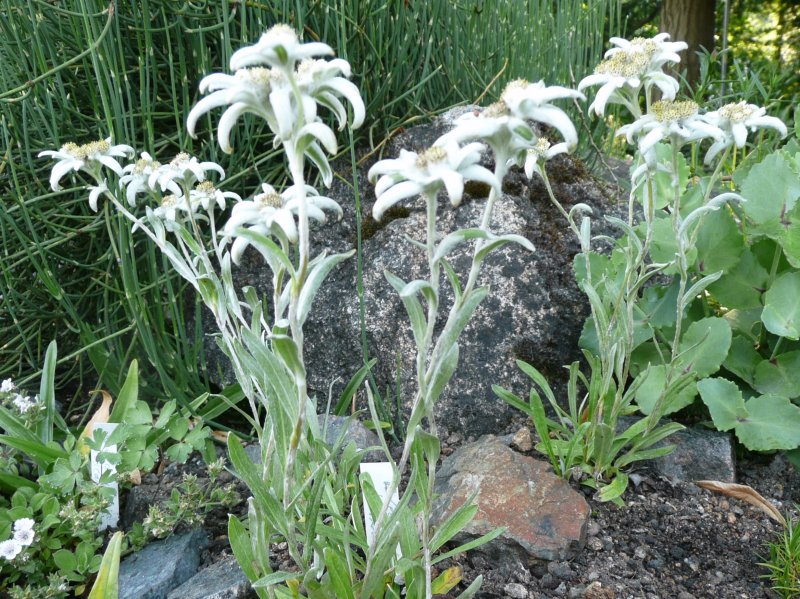
Leontopodium himalaja
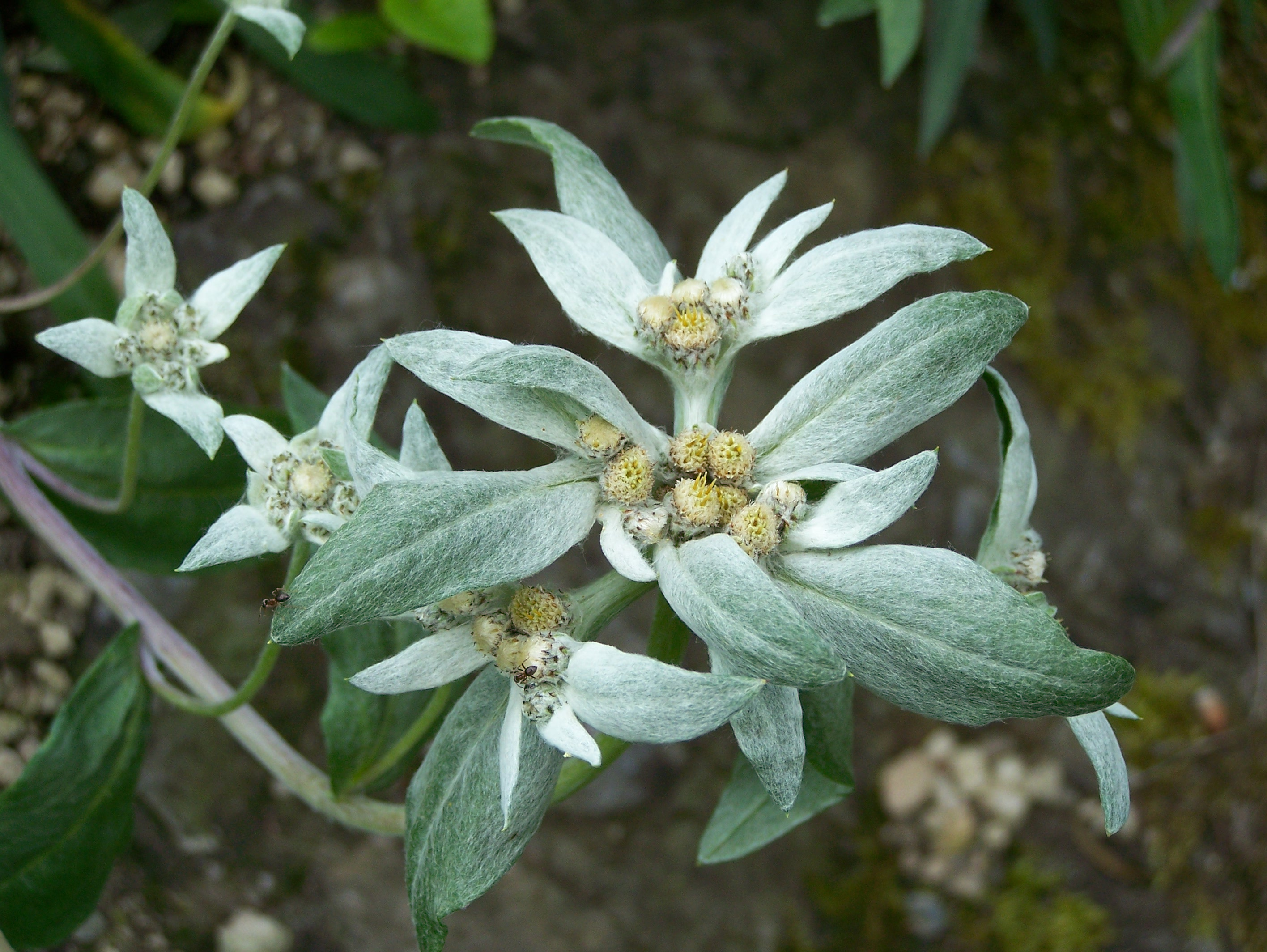
Leontopodium jacotianum
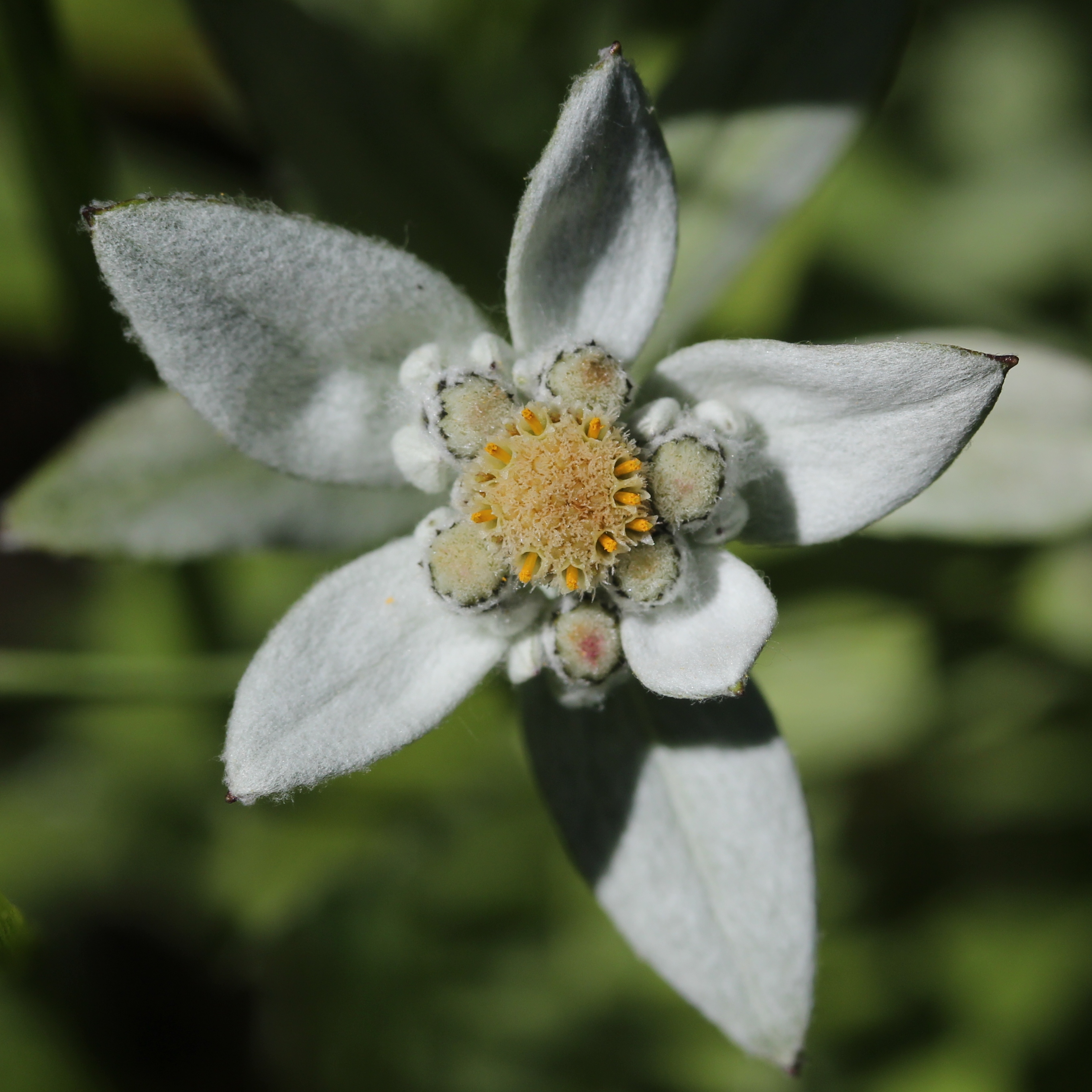
Leontopodium japonicum
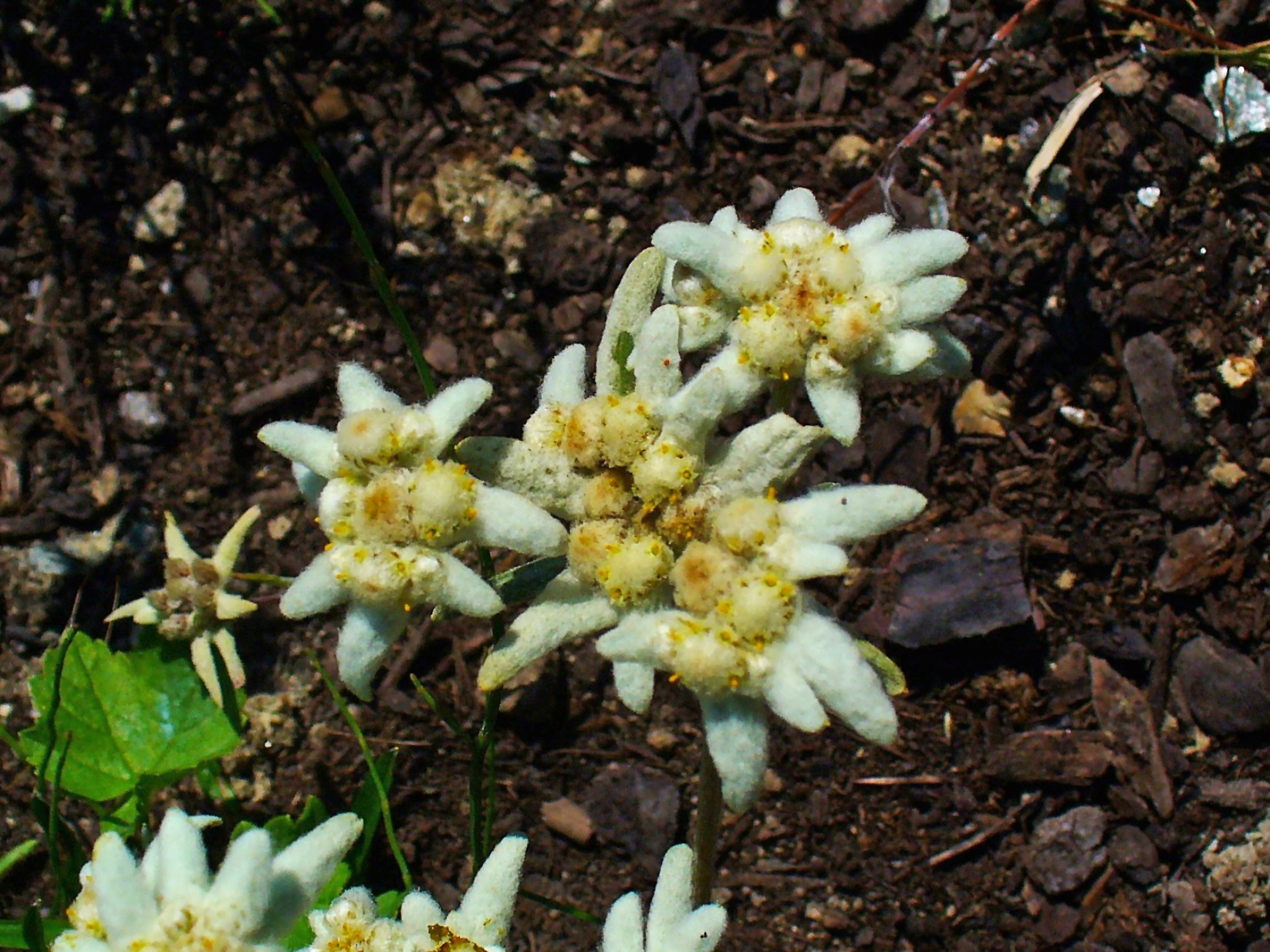
Leontopodium kamtschaticum

L - M - N
- Leontopodium leontopodinum  (DC.) Hand.-Mazz.
- Leontopodium leontopodioides  (Willd.) Beauverd
- Leontopodium lingianum  (Y.L.Chen) Dickoré
- Leontopodium makianum  Kitam.
- Leontopodium microphyllum  Hayata
- Leontopodium monocephalum  Edgew.
- Leontopodium montisganeshii  S.Akiyama
- Leontopodium muscoides  Hand.-Mazz.
- Leontopodium nanum  (Hook.f. & Thomson ex C.B.Clarke) Hand.-Mazz.
- Leontopodium nivale  (Ten.) A.Huet ex Hand.-Mazz.

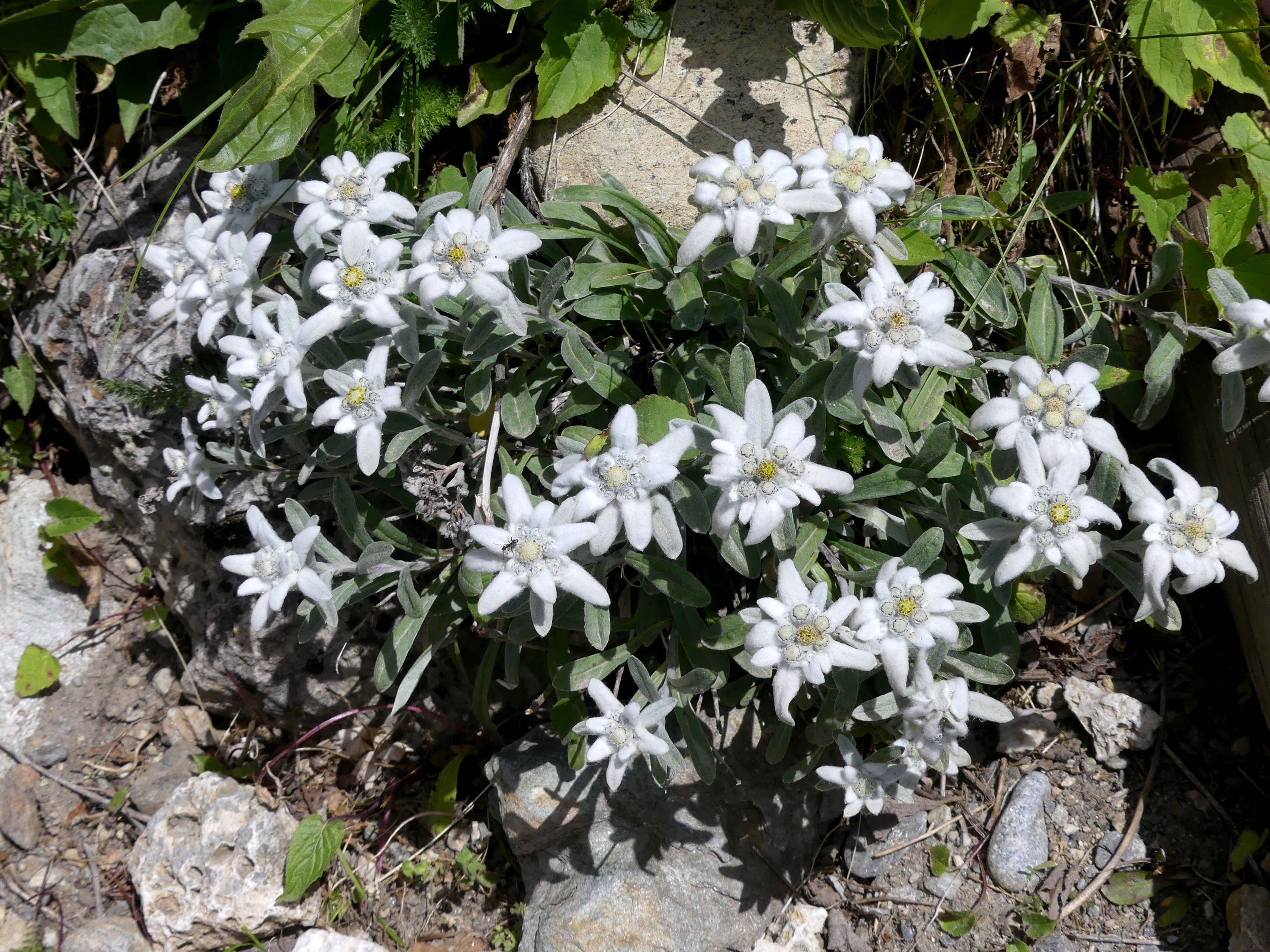
Leontopodium nivale

P - R - S
- Leontopodium omeiense  Y.Ling
- Leontopodium palibinianum  Beauverd
- Leontopodium pusillum  (Beauverd) Hand.-Mazz.
- Leontopodium roseum  Hand.-Mazz.
- Leontopodium schlothauerae  Barkalov
- Leontopodium seorakensis  Y.S.Lim, Hyun, Y.D.Kim & H.C.Shin
- Leontopodium shinanense  Kitam.
- Leontopodium sinense  Hemsl.
- Leontopodium smithianum  Hand.-Mazz.
- Leontopodium souliei  Beauverd
- Leontopodium stellatum  A.P.Khokhr.
- Leontopodium stoloniferum  Hand.-Mazz.
- Leontopodium stracheyi  C.B.Clarke ex Hemsl.
- Leontopodium suffruticosum  Y.L.Chen

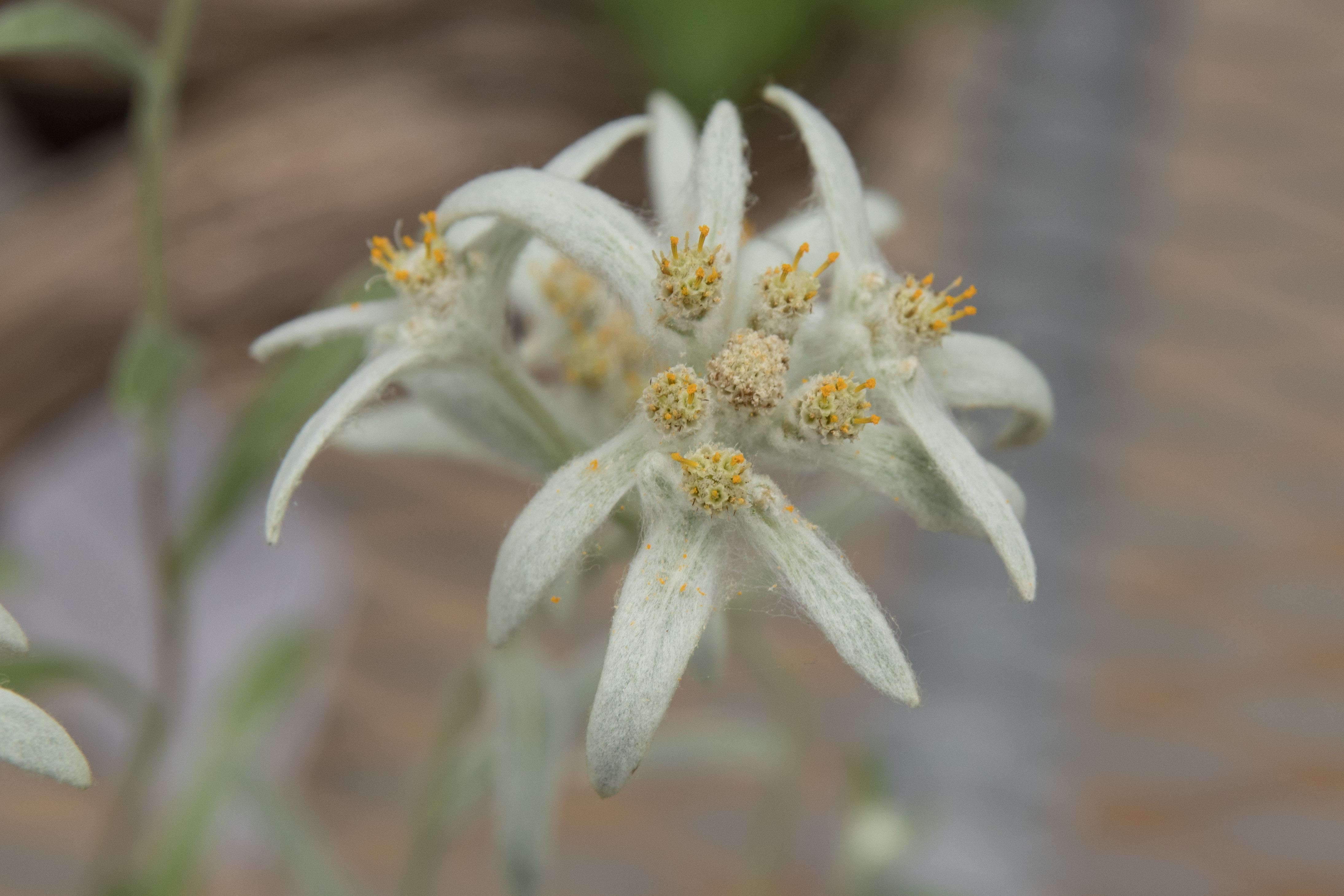
Leontopodium palibinianum
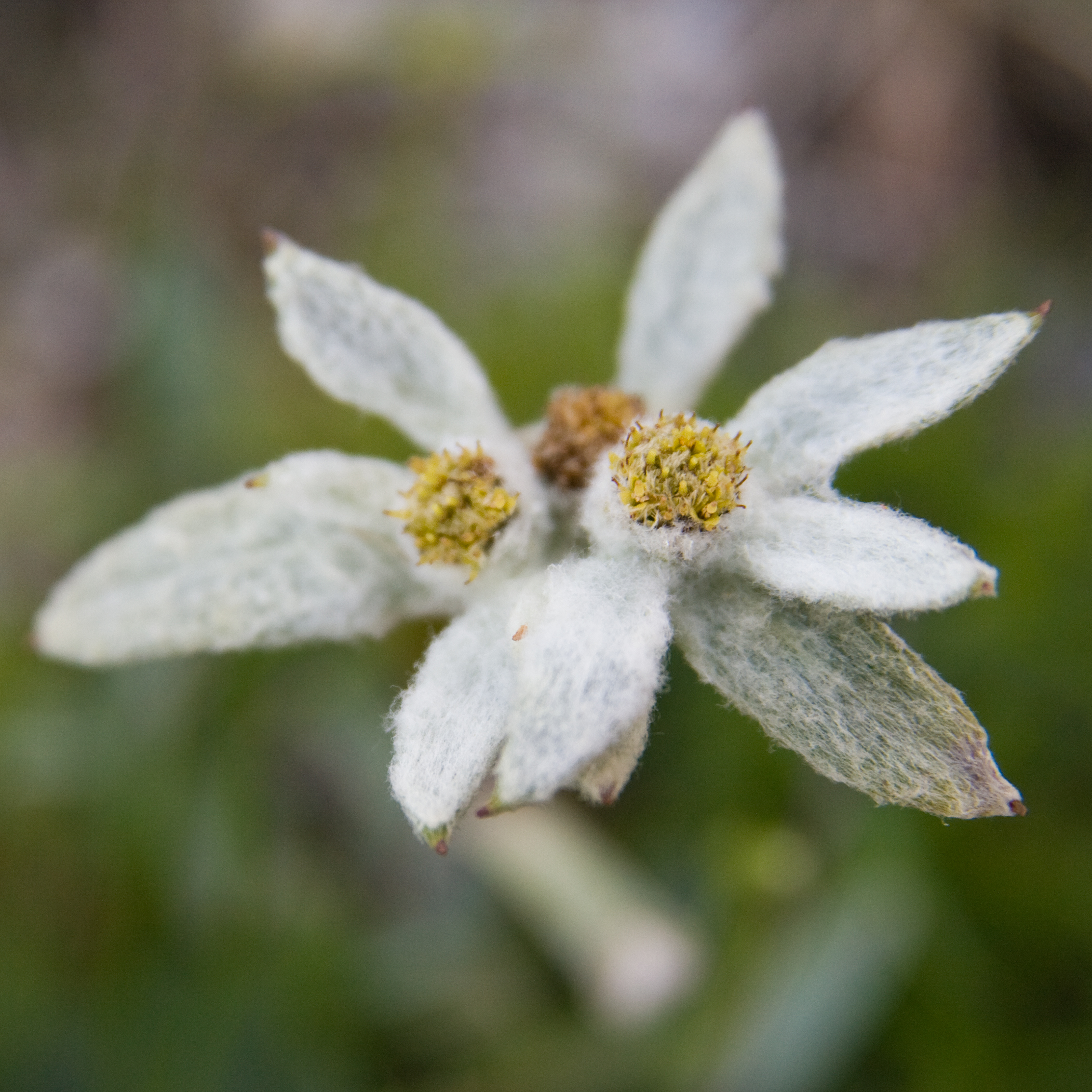
Leontopodium shinanense
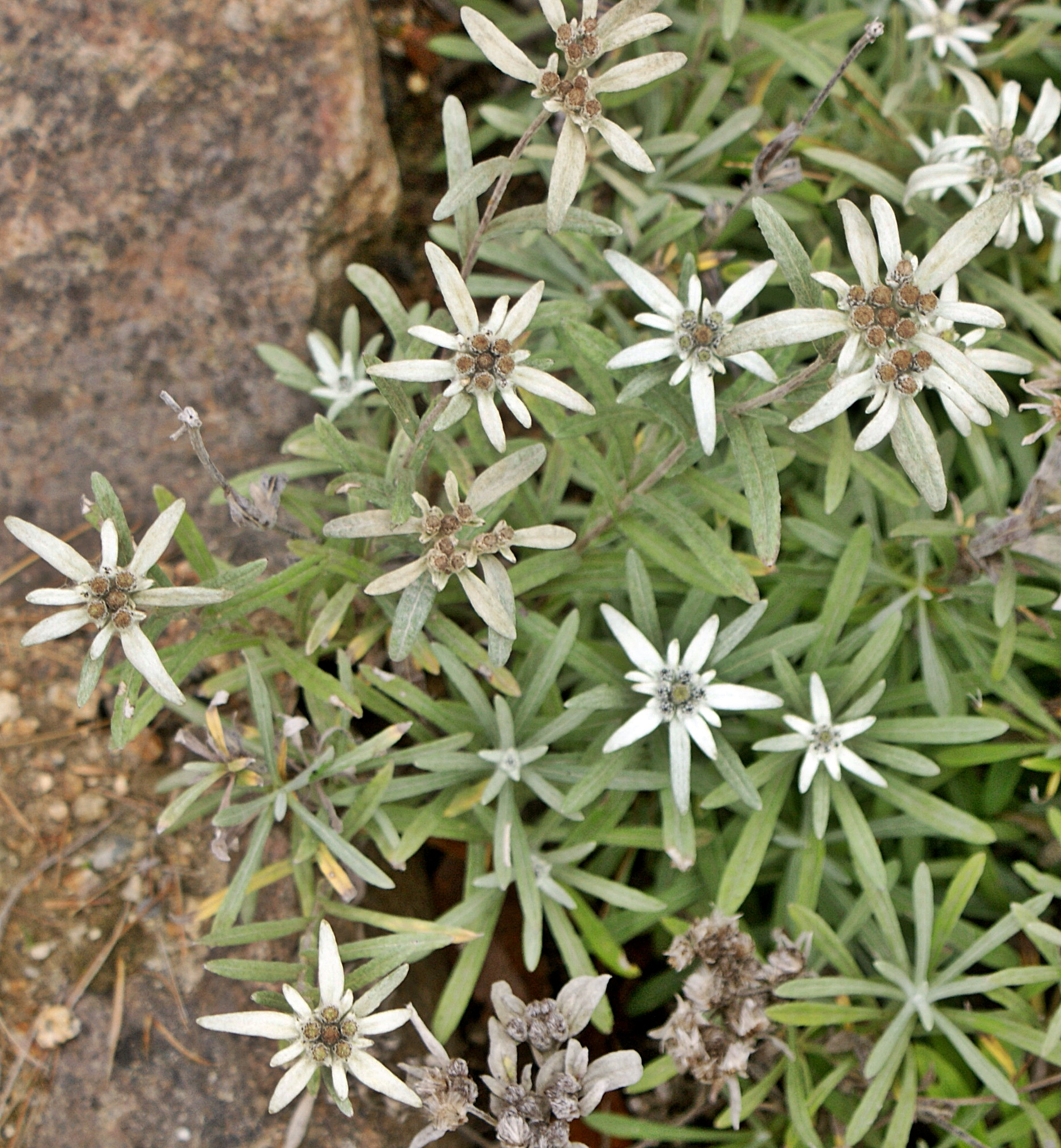
Leontopodium sinense
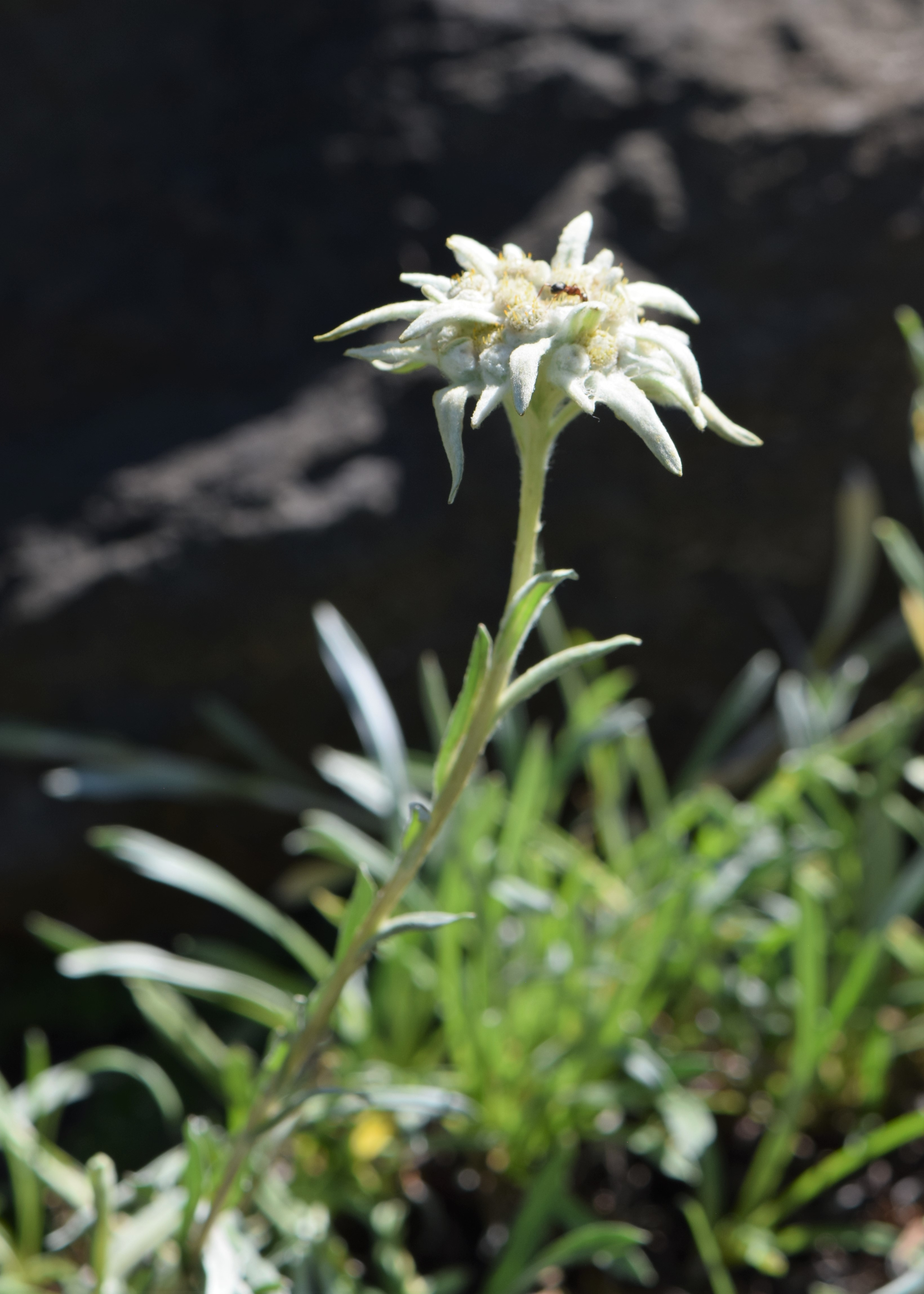
Leontopodium souliei
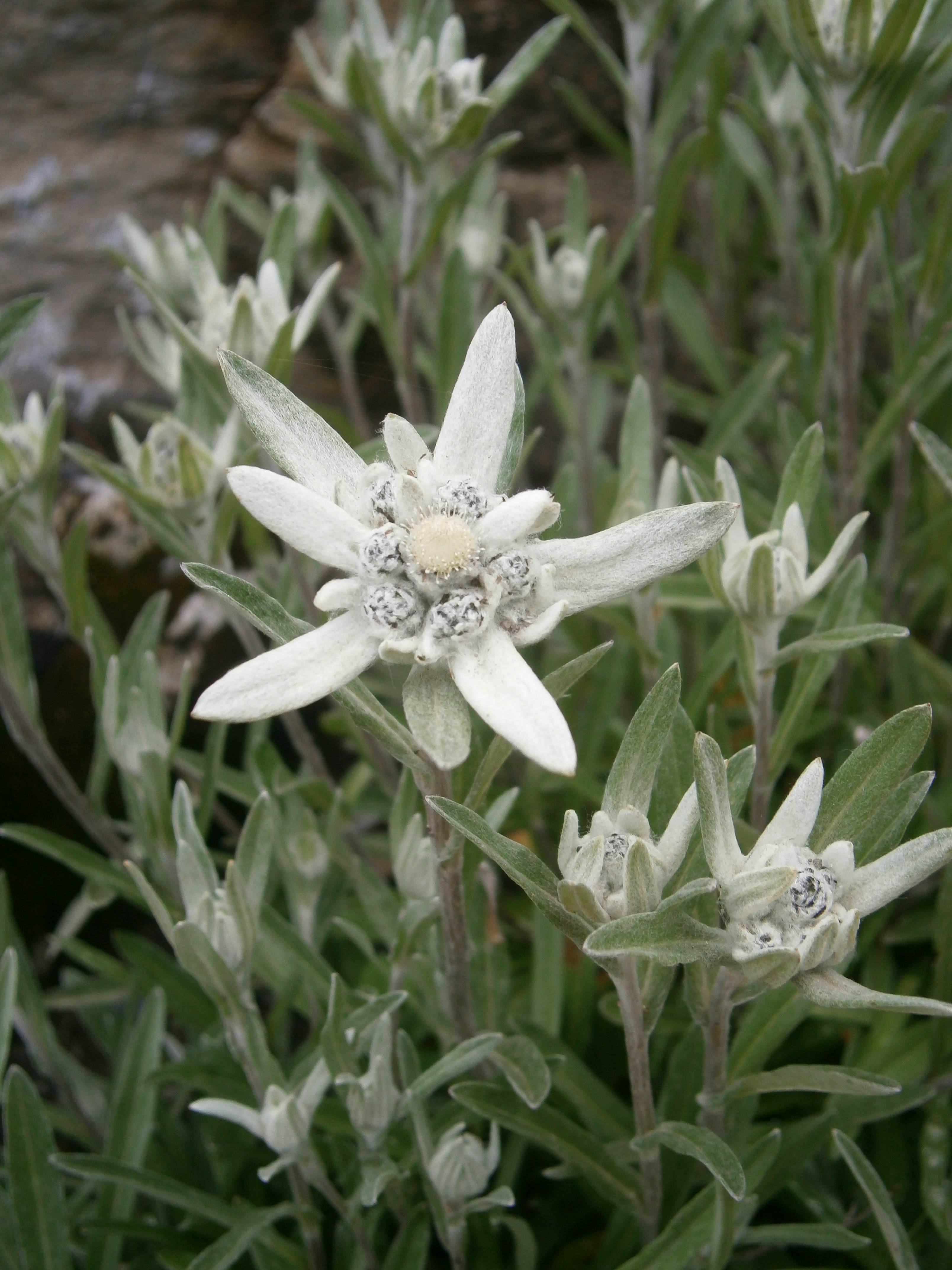
Leontopodium stracheyi

V - W
- Leontopodium villosulum  A.P.Khokhr.
- Leontopodium villosum  Hand.-Mazz.
- Leontopodium wilsonii  Beauverd

### Specie della flora spontanea italiana
Nella flora spontanea italiana del gruppo di questa voce sono presenti le seguenti specie:
- le foglie basali hanno delle forme oblanceolate (dimensione: 4 - 6 x 25 - 40 mm) con apici acuti;

Leontopodium nivale   (Ten.) A.Huet ex Hand.-Mazz. subsp. alpinum (Cass.) Greuter - Stella alpina edelweiss: l'altezza massima della pianta è di 8 - 15 cm; il ciclo biologico è perenne; la forma biologica è emicriptofita scaposa (H scap); il tipo corologico è Orofita Eurasiatico; l'habitat tipico sono i pascoli alpini; in Italia è una specie rara e si trova nelle Alpi ad una quota tra 1.500 e 2.600 m s.l.m.. Nella "Flora d'Italia" questa specie è indicata con il nome di Leontopodium alpinum Cass..
- le foglie basali hanno delle forme spatolate (dimensione: 4 - 6 x 10 - 14 mm);

Leontopodium nivale   (Ten.) A.Huet ex Hand.-Mazz. - Stella alpina dell'Appennino: l'altezza massima della pianta è di 1 - 3 cm; il ciclo biologico è perenne; la forma biologica è emicriptofita scaposa (H scap); il tipo corologico è Subendemico; l'habitat tipico sono le rupi sgretolate e le ghiaie calcaree; in Italia è una specie molto rara e si trova nell'Appennino centrale ad una quota tra 2.300 e 2.800 m s.l.m..

#### Specie della zona alpina
Una sola specie, di questo genere, vive sull'arco alpino. La tabella seguente mette in evidenza alcuni dati relativi all'habitat, al substrato e alla distribuzione delle specie alpine.
| Specie | Comunità vegetali | Piani vegetazionali | Substrato | pH     | Livello trofico | H2O   | Ambiente | Zona alpina         |
| --- | ----------------- | ------------------- | --------- | ------ | --------------- | ----- | -------- | ------------------- |
| L. nivale subsp. alpinum | 10                | alpino subalpino    | Ca        | basico | basso           | secco | F5       | tutto l'arco alpino |
| Legenda e note alla tabella. Substrato: con “Ca/Si” si intendono rocce di carattere intermedio (calcari silicei e simili). Zona alpina: vengono prese in considerazione solo le zone alpine del territorio italiano (sono indicate le sigle delle province). Comunità vegetali: 10 = comunità delle praterie rase dei piani subalpino e alpino con dominanza di emicriptofite. Ambienti: F5 = praterie rase subalpine e alpine. |                   |                     |           |        |                 |       |          |                     |

### Sinonimi
Sono elencati alcuni sinonimi per questa entità:
- Simlera Bubani
- Sinoleontopodium Y.L.Chen

## Coltivazione
Un importante impiego di queste piante è nel giardinaggio roccioso e alpino. In effetti non si incontrano grandi difficoltà a coltivarle, basta piantarle sempre a settentrione su substrati leggeri (calcarei), ghiaiosi e ben drenati; pur tuttavia (a parte la specie Leontopodium nivale impiegata nel giardinaggio europeo fin dal 1776) è soltanto nel 1915 che nelle coltivazioni orticole venne introdotta un'altra specie di questo genere: Leontopodium haplophylloides una “Stella alpina” a fiore profumato di limone proveniente dal Kansu e Szechwan settentrionale.

## Sostanze contenute e loro utilizzo
Numerose proprietà venivano attribuite alle stelle alpine dalla medicina tradizionale. La ricerca scientifica moderna ha evidenziato come la pianta contenga terpeni, acidi grassi, poliacetileni e fenilpropanoidi; alcuni di tali composti presentano applicazioni in campo farmacologico quali antinfiammatori o di prevenzione alle malattie cardiovascolari, sebbene la ricerca sia ancora in corso. Alcune aziende cosmetiche usano estratti di stella alpina nelle creme solari.

## Numismatica
Una stella alpina è effigiata sulla moneta da due centesimi di euro dell'Austria.

## Stemmi
La stella alpina è rappresentata in diversi stemmi. Tra questi si ricordano:
- Stemma dell'11º Reggimento trasmissioni dell'Esercito Italiano
- Stemma del Club Alpino Italiano sezione di Cortina d'Ampezzo
- Stemma del comune di Brumano, Bergamo
- Stemma del comune di Piazzatorre, Bergamo
- Stemma comunale di Chamonix-Mont-Blanc, Francia
- Stemma comunale di Vaujany, Francia
- Stemma comunale di Bonnefamille, Francia
- Stemma della compagnia aerea Edelweiss Air
- Stemma del partito politico Stella Alpina della Valle d'Aosta
- Stemma del partito politico Südtiroler Volkspartei dell'Alto Adige
- Stemma dei Gebirgsjäger

## Storia
Nella lingua tedesca "Edelweiss" è la stella alpina. Nella Germania nazista gli Edelweisspiraten erano gruppi di giovani ostili alla dittatura di Hitler.